# Wereldkampioenschap voetbal 2002
Het FIFA-wereldkampioenschap voetbal 2002 was de 17de editie van een internationale voetbalwedstrijd tussen de nationale mannenteams van landen die aangesloten zijn bij de FIFA. De eindronde van het evenement werd van 31 mei tot 30 juni in Japan en Zuid-Korea gehouden. Het was de eerste editie die in Azië werd gehouden. Ook was het het eerste wereldkampioenschap dat door twee landen werd georganiseerd.
Het toernooi werd gewonnen door Brazilië, dat Duitsland in de finale met 2-0 versloeg en zo voor de vijfde maal de wereldtitel behaalde.

## Kwalificatie
| FIFA-lid         | Confederatie | Kwalificatie                              | Kwal. datum      | Aantal dln. (incl. 2002) | Dln. op rij | Eerste dln. | Laatste dln. | Titels (excl. 2002) | Beste prestatie |
| ---------------- | ------------ | ----------------------------------------- | ---------------- | ------------------------ | ----------- | ----------- | ------------ | ------------------- | --------------- |
| Kameroen         | CAF          | Winnaar Groep 1                           | 1 juli 2001      | 5e                       | 4           | 1982        | 1998         | 0                   | Kwartfinale     |
| Nigeria          | CAF          | Winnaar Groep 2                           | 29 juli 2001     | 3e                       | 3           | 1994        | 1998         | 0                   | Achtste finale  |
| Senegal          | CAF          | Winnaar Groep 3                           | 21 juli 2001     | 1e                       | n.v.t.      | n.v.t.      | n.v.t.       | n.v.t.              | n.v.t.          |
| Tunesië          | CAF          | Winnaar Groep 4                           | 15 juli 2001     | 3e                       | 2           | 1978        | 1998         | 0                   | Groepsfase      |
| Zuid-Afrika      | CAF          | Winnaar Groep 2                           | 1 juli 2001      | 2e                       | 2           | 1998        | 1998         | 0                   | Groepsfase      |
| Zuid-Korea       | AFC          | Gastland                                  | 31 mei 1996      | 6e                       | 5           | 1954        | 1998         | 0                   | Vierde          |
| Japan            | AFC          | Gastland                                  | 31 mei 1996      | 2e                       | 2           | 1998        | 1998         | 0                   | Achtste finale  |
| Saoedi-Arabië    | AFC          | Winnaar finalegroep A                     | 21 oktober 2001  | 3e                       | 3           | 1994        | 1998         | 0                   | Achtste finale  |
| China            | AFC          | Winnaar finalegroep B                     | 7 oktober 2001   | 1e                       | 1           | n.v.t.      | n.v.t.       | n.v.t.              | n.v.t.          |
| Frankrijk        | UEFA         | Kampioen 1998                             | 12 juli 1998     | 11e                      | 2           | 1930        | 1998         | 1                   | Winnaar         |
| Rusland          | UEFA         | Winnaar groep 1                           | 6 oktober 2001   | 2e                       | 1           | 1994        | 1994         | 0                   | Groepsfase      |
| Portugal         | UEFA         | Winnaar groep 2                           | 6 oktober 2001   | 3e                       | 1           | 1966        | 1986         | 0                   | Derde           |
| Denemarken       | UEFA         | Winnaar groep 3                           | 6 oktober 2001   | 3e                       | 2           | 1986        | 1998         | 0                   | Kwartfinale     |
| Zweden           | UEFA         | Winnaar groep 4                           | 5 september 2001 | 10e                      | 1           | 1934        | 1994         | 0                   | Tweede          |
| Polen            | UEFA         | Winnaar groep 5                           | 1 september 2001 | 6e                       | 1           | 1938        | 1986         | 0                   | Derde           |
| Kroatië          | UEFA         | Winnaar groep 6                           | 6 oktober 2001   | 2e                       | 2           | 1998        | 1998         | 0                   | Derde           |
| Spanje           | UEFA         | Winnaar groep 7                           | 5 september 2001 | 11e                      | 7           | 1934        | 1998         | 0                   | Vierde          |
| Italië           | UEFA         | Winnaar groep 8                           | 6 oktober 2001   | 15e                      | 11          | 1934        | 1998         | 3                   | Winnaar         |
| Engeland         | UEFA         | Winnaar groep 9                           | 6 oktober 2001   | 11e                      | 2           | 1950        | 1998         | 1                   | Winnaar         |
| België           | UEFA         | Winnaar play-off                          | 14 november 2001 | 11e                      | 6           | 1930        | 1998         | 0                   | Vierde          |
| Duitsland        | UEFA         | Winnaar play-off                          | 14 november 2001 | 15e                      | 13          | 1934        | 1998         | 3                   | Winnaar         |
| Slovenië         | UEFA         | Winnaar play-off                          | 14 november 2001 | 1e                       | 1           | n.v.t.      | n.v.t.       | n.v.t.              | n.v.t.          |
| Turkije          | UEFA         | Winnaar play-off                          | 14 november 2001 | 2e                       | 1           | 1954        | 1954         | 0                   | Groepsfase      |
| Ierland          | UEFA         | Intercontinentaal play-off (UEFA–AFC)     | 15 november 2001 | 3e                       | 1           | 1990        | 1994         | 0                   | Kwartfinale     |
| Costa Rica       | CONCACAF     | Finaleronde 1e                            | 5 september 2001 | 2e                       | 1           | 1990        | 1990         | 0                   | Groepsfase      |
| Mexico           | CONCACAF     | Finaleronde 2e                            | 11 november 2001 | 12e                      | 3           | 1930        | 1998         | 0                   | Kwartfinale     |
| Verenigde Staten | CONCACAF     | Finaleronde 3e                            | 7 oktober 2001   | 7e                       | 4           | 1930        | 1998         | 0                   | Derde           |
| Argentinië       | CONMEBOL     | Nr. 1 CONMEBOL                            | 15 augustus 2001 | 13e                      | 7           | 1930        | 1998         | 2                   | Wereldkampioen  |
| Ecuador          | CONMEBOL     | Nr. 2 CONMEBOL                            | 14 november 2001 | 1e                       | 1           | n.v.t.      | n.v.t.       | n.v.t.              | n.v.t.          |
| Brazilië         | CONMEBOL     | Nr. 3 CONMEBOL                            | 14 november 2001 | 17e                      | 17          | 1930        | 1998         | 4                   | Wereldkampioen  |
| Paraguay         | CONMEBOL     | Nr. 4 CONMEBOL                            | 8 november 2001  | 6e                       | 2           | 1930        | 1998         | 0                   | Achtste finale  |
| Uruguay          | CONMEBOL     | Intercontinentaal play-off (CONMEBOL–OFC) | 25 november 2001 | 10e                      | 1           | 1930        | 1990         | 2                   | Wereldkampioen  |

## Groepen

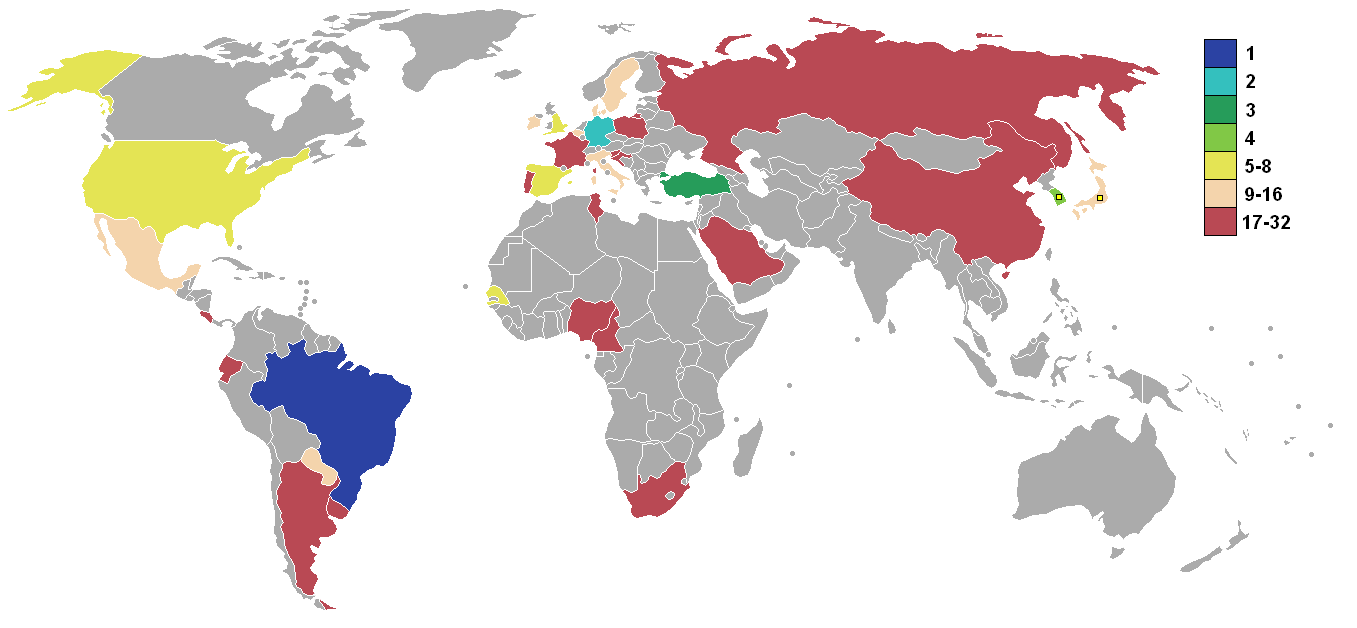
Deelnemende landen

| Groep A                                  | Groep B                              | Groep C                           | Groep D                                    |
| ---------------------------------------- | ------------------------------------ | --------------------------------- | ------------------------------------------ |
| Denemarken Frankrijk Senegal Uruguay     | Paraguay Slovenië Spanje Zuid-Afrika | Brazilië China Costa Rica Turkije | Polen Portugal Verenigde Staten Zuid-Korea |
| Groep E                                  | Groep F                              | Groep G                           | Groep H                                    |
| Duitsland Ierland Kameroen Saoedi-Arabië | Argentinië Engeland Nigeria Zweden   | Ecuador Italië Kroatië Mexico     | België Japan Rusland Tunesië               |

## Speelsteden
| Zuid-Korea Steden en stadions                                            | Zuid-Korea Steden en stadions               | Daegu                                             | Seoel                                            | Busan                                       | Incheon                                  | Ulsan                                         |
| ------------------------------------------------------------------------ | ------------------------------------------- | ------------------------------------------------- | ------------------------------------------------ | ------------------------------------------- | ---------------------------------------- | --------------------------------------------- |
| Zuid-Korea Steden en stadions                                            | Zuid-Korea Steden en stadions               | Daegustadion Capaciteit: 68.014                   | Seoul World Cupstadion Capaciteit: 64.677        | Busan Asiad Mainstadion Capaciteit: 55.983  | Incheon Munhakstadion Capaciteit: 52.179 | Ulsan Munsu Voetbalstadion Capaciteit: 43.550 |
| · Seoel Incheon Suwon Daejeon Jeonju Gwangju Daegu Ulsan Busan Seogwipo  |                                             |                                                   |                                                  |                                             |                                          |                                               |
| Suwon                                                                    | Gwangju                                     | Jeonju                                            | Seogwipo                                         | Daejeon                                     |                                          |                                               |
| Suwon World Cupstadion Capaciteit: 43.288                                | Gwangju World Cupstadion Capaciteit: 44.118 | Jeonju World Cupstadion Capaciteit: 42.477        | Jeju World Cupstadion Capaciteit: 36.800         | Daejeon World Cupstadion Capaciteit: 40.535 |                                          |                                               |
|                                                                          |                                             |                                                   |                                                  |                                             |                                          |                                               |
| Japan Steden en stadions                                                 | Japan Steden en stadions                    | Yokohama                                          | Saitama                                          | Fukuroi                                     | Osaka                                    | Rifu                                          |
| Japan Steden en stadions                                                 | Japan Steden en stadions                    | International Stadium Yokohama Capaciteit: 70.000 | Saitamastadion Capaciteit: 63.000                | Shizuokastadion Capaciteit: 50.600          | Nagaistadion Capaciteit: 50.000          | Miyagi Stadion Capaciteit: 49.000             |
| · Sapporo Niigata Rifu Saitama Ibaraki Yokohama Shizuoka Kōbe Osaka Oita |                                             |                                                   |                                                  |                                             |                                          |                                               |
| Ōita                                                                     | Niigata                                     | Kashima                                           | Kobe                                             | Sapporo                                     |                                          |                                               |
| Ōitastadion Capaciteit: 43.000                                           | Denka Big Swan Stadium Capaciteit: 42.300   | Kashimastadion Capaciteit: 42.000                 | Kobe City Misaki Park Stadion Capaciteit: 42.000 | Sapporo Dome Capaciteit: 42.000             |                                          |                                               |
|                                                                          |                                             |                                                   |                                                  |                                             |                                          |                                               |

## Eindronde
Voor het eerst in de geschiedenis wordt het wereldkampioenschap voetbal georganiseerd door twee landen, namelijk Japan en Zuid-Korea, en eveneens voor het eerst is dit niet op het Europese of Amerikaanse continent, maar in Azië.
Ongeveer twee jaar voor de start van de wereldbeker starten de voorrondes om de landen te selecteren die mogen deelnemen aan het WK. Nederland haalt het niet, en is er dit WK voor het eerst in zestien jaar niet bij, België haalt het net wel, na twee barragewedstrijden tegen Tsjechië, en is er voor de zesde maal op rij bij.
De 32 deelnemende landen komen in eerste instantie in acht poules van vier tegen elkaar uit, waarna de nummers 1 en 2 doorgaan naar de achtste finales. Frankrijk, in 1998 nog wereldkampioen en behorende tot de favorieten, scoort in deze eerste ronde geen enkel doelpunt en behaalt slechts één punt, en is zodoende meteen uitgeschakeld. Ook andere favorieten krijgen het nog moeilijk in de eerste ronde, Argentinië en Portugal halen de achtste finales niet.
Zeer verrassend is het team van Zuid-Korea. Aanvankelijk tot de zwakste deelnemers gerekend, weet het land tot de halve finales door te stoten, waar het uiteindelijk door Duitsland wordt verslagen. De Nederlandse coach van Zuid-Korea, Guus Hiddink, wordt in het land mateloos populair. Ook Turkije heeft de halve finales bereikt. Ook waren de kwartfinale plaatsen voor de Verenigde Staten en Senegal verrassend.
In de finale zijn het echter toch twee landen met een lange WK-traditie die tegenover elkaar staan, Duitsland en Brazilië. Brazilië wint door twee doelpunten van Ronaldo, en is wereldkampioen.
Ook dit WK worden de scheidsrechters ter discussie gesteld. Enkele van deze beslissingen konden het verschil maken tussen winst of verlies. Ook FIFA-voorzitter Sepp Blatter uit zijn ontevredenheid over de scheidsrechters, en stelt dat de regel dat ieder land slechts één arbiter mag afvaardigen beter kan afgeschaft worden. Zo zouden enkel de beste arbiters geselecteerd kunnen worden, en zouden scheids- of lijnrechter uit hetzelfde land kunnen komen, zodat deze beter op elkaar zijn ingesteld. Italië en Spanje, twee favorieten die door Zuid-Korea waren verslagen, protesteerden tegen een aantal volgens hen foutieve beslissingen in het voordeel van Zuid-Korea, zoals de omstreden rode kaart van Totti (Italië) en de onterecht afgekeurde doelpunten van deze twee landenploegen.

## Groepsfase

### Groep A
Frankrijk ging vol vertrouwen het kampioenschap tegemoet, het was de regerende Wereld- en Europees kampioen. Hun belangrijkste speler was nog steeds Zinedine Zidane, hij besliste vlak voor het WK de Champions-League finale van zijn club Real Madrid tegen Bayer Leverkusen met een volley: 2-1. Echter, tijdens een vriendschappelijk duel tegen Zuid-Korea raakte Zidane zodanig geblesseerd, dat hij de start van het WK moest missen. In het openingsduel speelde Frankrijk tegen Senegal, een land met 21 spelers uit de Franse competitie en een Franse coach, Bruno Metsu. Nadat David Trezeguet de paal raakte, scoorde Senegal: Bouba Diop profiteerde van half wegwerken van Fabien Barthez. In de tweede helft kreeg Frankrijk veel kansen, verder dan een schot van Thierry Henry op de lat kwam de ploeg niet. In de tweede wedstrijd tegen Uruguay verloor Frankrijk vrij snel Thierry Henry, hij werd uit het veld gestuurd na een charge. Verder dan een schot van Emmanuel Petit op de lat kwam de ploeg niet en kwalificatie voor de achtste finales kwam flink op de tocht.
Frankrijk moest nu met 2-0 van Denemarken winnen om alsnog de volgende ronde te bereiken, op het EK won Frankrijk met 3-0. Het degelijke Deense team won met 2-1 van Uruguay en speelde met 1-1 gelijk tegen Senegal, Jon Dahl Tomasson scoorde alle doelpunten. Omdat de nood hoog was, werd Zinedine Zidane ingezet, weliswaar flink ingetapet. Meer kreupel dan fit kon hij het Franse wonder niet volbrengen, Denemarken won met 2-0 door doelpunten van spelers spelend in de Nederlandse competitie; Dennis Rommedahl van PSV en opnieuw Tomasson (Feyenoord). Opnieuw had Frankrijk pech met schoten op de lat van Marcel Desailly en David Trezeguet, voor de eerste keer sinds 1986 (Canada) scoorde een team geen doelpunten in het toernooi en voor de eerste keer sinds 1966 werd de wereldkampioen in de eerste ronde uitgeschakeld (Brazilië). Coach Roger Lemerre werd na het toernooi ontslagen.
Senegal en Uruguay moesten uitmaken welk land naast Denemarken de achtste finale zou halen, Uruguay moest winnen. Senegal nam voor rust een 3-0 voorsprong mede door een makkelijk gegeven strafschop en een doelpunt neigend naar buitenspel. In de tweede helft gaf Uruguay gas, kwam terug in de wedstrijd en maakte twee doelpunten, Diego Forlán scoorde uit een volley, maar miste tevens een grote kans. De Nederlandse scheidsrechter Jan Wegereef gaf in de slotfase opnieuw een makkelijk gegeven strafschop nu aan Uruguay, Álvaro Recoba verzilverde de strafschop. In de ultieme slotfase miste Uruguay nog een vrije kopkans, Senegal ontsnapte en plaatste zich voor de achtste finales. Wegereef maakte ook "indruk" door in een vrij sportieve wedstrijd twaalf gele kaarten uit te delen. Na deze wedstrijd kon hij naar huis.
| Land       | Wed | Win | Gel | Ver | DV | DT | +/− | Pnt |
| ---------- | --- | --- | --- | --- | -- | -- | --- | --- |
| Denemarken | 3   | 2   | 1   | 0   | 5  | 2  | 3   | 7   |
| Senegal    | 3   | 1   | 2   | 0   | 5  | 4  | 1   | 5   |
| Uruguay    | 3   | 0   | 2   | 1   | 4  | 5  | –1  | 2   |
| Frankrijk  | 3   | 0   | 1   | 2   | 0  | 3  | –3  | 1   |

|                                              |           |                  |                | |
| 31 mei 2002 «onderlinge duels» 20:30 (UTC+9) | Frankrijk | 0 – 1            | Senegal        | Seoul World Cup Stadion, Seoel Toeschouwers: 62.561 Scheidsrechter: Ali Bujsaim ( Verenigde Arabische Emiraten) |
| 31 mei 2002 «onderlinge duels» 20:30 (UTC+9) |           | wedstrijdverslag | 30' Bouba Diop | Seoul World Cup Stadion, Seoel Toeschouwers: 62.561 Scheidsrechter: Ali Bujsaim ( Verenigde Arabische Emiraten) |

|                                              |               |                  |                   |                                                                                    |
| 1 juni 2002 «onderlinge duels» 18:00 (UTC+9) | Uruguay       | 1 – 2            | Denemarken        | Munsu Cup Stadion, Ulsan Toeschouwers: 30.157 Scheidsrechter: Saad Mane ( Koeweit) |
| 1 juni 2002 «onderlinge duels» 18:00 (UTC+9) | Rodríguez 47' | wedstrijdverslag | 45', 83' Tomasson | Munsu Cup Stadion, Ulsan Toeschouwers: 30.157 Scheidsrechter: Saad Mane ( Koeweit) |

|                                              |                     |                  |          |                                                                                               |
| 6 juni 2002 «onderlinge duels» 15:30 (UTC+9) | Denemarken          | 1 – 1            | Senegal  | Daegu Blue Arc Stadion, Daegu Toeschouwers: 43.500 Scheidsrechter: Carlos Batres ( Guatemala) |
| 6 juni 2002 «onderlinge duels» 15:30 (UTC+9) | Tomasson 16' (pen.) | wedstrijdverslag | 52' Diao | Daegu Blue Arc Stadion, Daegu Toeschouwers: 43.500 Scheidsrechter: Carlos Batres ( Guatemala) |

|                                              |                  |       |         |                                                                                             |
| 6 juni 2002 «onderlinge duels» 20:30 (UTC+9) | Frankrijk        | 0 – 0 | Uruguay | Busan Asiad Main Stadion, Busan Toeschouwers: 38.289 Scheidsrechter: Felipe Ramos ( Mexico) |
| 6 juni 2002 «onderlinge duels» 20:30 (UTC+9) | wedstrijdverslag |       |         | Busan Asiad Main Stadion, Busan Toeschouwers: 38.289 Scheidsrechter: Felipe Ramos ( Mexico) |

|                                               |                            |                  |           | |
| 11 juni 2002 «onderlinge duels» 15:30 (UTC+9) | Denemarken                 | 2 – 0            | Frankrijk | Incheon Munhak Stadion, Incheon Toeschouwers: 48.100 Scheidsrechter: Vítor Melo Pereira ( Portugal) |
| 11 juni 2002 «onderlinge duels» 15:30 (UTC+9) | Rommedahl 22' Tomasson 67' | wedstrijdverslag |           | Incheon Munhak Stadion, Incheon Toeschouwers: 48.100 Scheidsrechter: Vítor Melo Pereira ( Portugal) |

|                                               |                                       |                  |                                          |                                                                                               |
| 11 juni 2002 «onderlinge duels» 15:30 (UTC+9) | Senegal                               | 3 – 3            | Uruguay                                  | Suwon World Cup Stadion, Suwon Toeschouwers: 33.681 Scheidsrechter: Jan Wegereef ( Nederland) |
| 11 juni 2002 «onderlinge duels» 15:30 (UTC+9) | Fadiga 20' (pen.) Bouba Diop 26', 38' | wedstrijdverslag | 46' Morales 69' Forlán 88' (pen.) Recoba | Suwon World Cup Stadion, Suwon Toeschouwers: 33.681 Scheidsrechter: Jan Wegereef ( Nederland) |

### Groep B
Spanje was als zo vaak een outsider voor de titel. Het verloor in de voorbereiding vaste doelman Santiago Cañizares door een blessure, Iker Casillas verving hem als eerste doelman. Spanje won voor de eerste keer sinds 1950 zijn eerste duel op een WK, Slovenië werd met 3-1 verslagen. De Sloveense coach Srečko Katanec stuurde zijn sterspeler Zlatko Zahovič naar huis wegens kritiek op de leiding. Zonder Zahovic verloor de ploeg kansloos van Zuid-Afrika, al was de uitslag draaglijk: 1-0.
Zuid-Afrika en Paraguay streden om de tweede plaats in de groep: het onderlinge duel eindigde in 2-2. Zuid-Afrika had genoeg aan een gelijkspel tegen Spanje om verder te komen, het kwam twee keer terug van een achterstand, maar kwam uiteindelijk in de 56e minuut op een 3-2 achterstand. De Zuid-Afrikaanse doelman Andre Arendse, die de voorkeur kreeg boven de bij SC Heerenveen spelende Hans Vonk maakte vooral bij het eerste doelpunt een ongelukkige indruk. Op dat moment stond Paraguay met 0-1 achter tegen Slovenië, mede door een vroege rode kaart van Carlos Paredes en een inschattingsfout van doelman José Luis Chilavert. Daarna begon het te draaien bij Paraguay en het won met 3-1, het laatste doelpunt viel in de 84e minuut. De Zuid-Afrikaanse coach Jomo Sono vond het niet nodig zijn ploeg te informeren over de stand bij de andere wedstrijd en met miniem verschil in doelsaldo (Paraguay scoorde één keer meer dan Zuid-Afrika) plaatste Paraguay zich voor de achtste finales.
| Land        | Wed | Win | Gel | Ver | DV | DT | +/− | Pnt |
| ----------- | --- | --- | --- | --- | -- | -- | --- | --- |
| Spanje      | 3   | 3   | 0   | 0   | 9  | 4  | 5   | 9   |
| Paraguay    | 3   | 1   | 1   | 1   | 6  | 6  | 0   | 4   |
| Zuid-Afrika | 3   | 1   | 1   | 1   | 5  | 5  | 0   | 4   |
| Slovenië    | 3   | 0   | 0   | 3   | 2  | 7  | –5  | 0   |

|                                              |                         |                  |                                  |                                                                                               |
| 2 juni 2002 «onderlinge duels» 16:30 (UTC+9) | Paraguay                | 2 – 2            | Zuid-Afrika                      | Busan Asiad Mainstadion, Busan Toeschouwers: 25.186 Scheidsrechter: Ľuboš Micheľ ( Slowakije) |
| 2 juni 2002 «onderlinge duels» 16:30 (UTC+9) | Santa Cruz 39' Arce 55' | wedstrijdverslag | 63' Mokoena 90+1' (pen.) Fortune | Busan Asiad Mainstadion, Busan Toeschouwers: 25.186 Scheidsrechter: Ľuboš Micheľ ( Slowakije) |

|                                              |                                        |                  |               |                                                                                                   |
| 2 juni 2002 «onderlinge duels» 18:00 (UTC+9) | Spanje                                 | 3 – 1            | Slovenië      | Gwangju World Cupstadion, Gwangju Toeschouwers: 28.598 Scheidsrechter: Mohamed Guezzaz ( Marokko) |
| 2 juni 2002 «onderlinge duels» 18:00 (UTC+9) | Raúl 44' Valerón 74' Hierro 87' (pen.) | wedstrijdverslag | 82' Cimirotič | Gwangju World Cupstadion, Gwangju Toeschouwers: 28.598 Scheidsrechter: Mohamed Guezzaz ( Marokko) |

|                                              |                                      |                  |                  |                                                                                               |
| 7 juni 2002 «onderlinge duels» 18:00 (UTC+9) | Spanje                               | 3 – 1            | Paraguay         | Jeonju World Cupstadion, Jeonju Toeschouwers: 24.000 Scheidsrechter: Gamal Ghandour ( Egypte) |
| 7 juni 2002 «onderlinge duels» 18:00 (UTC+9) | Morientes 53', 69' Hierro 83' (pen.) | wedstrijdverslag | 10' (e.d.) Puyol | Jeonju World Cupstadion, Jeonju Toeschouwers: 24.000 Scheidsrechter: Gamal Ghandour ( Egypte) |

|                                              |             |                  |          |                                                                                                |
| 8 juni 2002 «onderlinge duels» 21:00 (UTC+9) | Zuid-Afrika | 1 – 0            | Slovenië | Daegu Blue Arc Stadion, Daegu Toeschouwers: 47.226 Scheidsrechter: Ángel Sánchez ( Argentinië) |
| 8 juni 2002 «onderlinge duels» 21:00 (UTC+9) | Nomvethe 4' | wedstrijdverslag |          | Daegu Blue Arc Stadion, Daegu Toeschouwers: 47.226 Scheidsrechter: Ángel Sánchez ( Argentinië) |

|                                               |                         |                  |                             |                                                                                             |
| 12 juni 2002 «onderlinge duels» 20:30 (UTC+9) | Zuid-Afrika             | 2 – 3            | Spanje                      | Daejeon World Cupstadion, Daejeon Toeschouwers: 31.024 Scheidsrechter: Saad Mane ( Koeweit) |
| 12 juni 2002 «onderlinge duels» 20:30 (UTC+9) | McCarthy 31' Radebe 53' | wedstrijdverslag | 4', 56' Raúl 45+1' Mendieta | Daejeon World Cupstadion, Daejeon Toeschouwers: 31.024 Scheidsrechter: Saad Mane ( Koeweit) |

|                                               |                |                  |                            |                                                                                             |
| 12 juni 2002 «onderlinge duels» 20:30 (UTC+9) | Slovenië       | 1 – 3            | Paraguay                   | Jeju World Cupstadion, Seogwipo Toeschouwers: 30.176 Scheidsrechter: Felipe Ramos ( Mexico) |
| 12 juni 2002 «onderlinge duels» 20:30 (UTC+9) | Ačimovič 45+1' | wedstrijdverslag | 65', 84' Cuevas 73' Campos | Jeju World Cupstadion, Seogwipo Toeschouwers: 30.176 Scheidsrechter: Felipe Ramos ( Mexico) |

### Groep C
China plaatste zich voor de eerste keer voor het WK en de FIFA kwam de Chinese supporters tegemoet door China te laten spelen in Zuid-Korea. Het team werd gecoacht door Bora Milutinović, die voor de vijfde achtereenvolgende keer deelnam aan het WK met een andere ploeg. Bereikte hij met Mexico, Costa Rica, de Verenigde Staten en Nigeria steeds de achtste finales, nu werden alle drie wedstrijden kansloos verloren zonder een doelpunt te maken.
De interessantste affiche van deze groep was Brazilië tegen Turkije, dat voor de eerste keer sinds 1954 deelnam aan het WK. Brazilië had een roerige WK-kwalificatie achter de rug met zes nederlagen en drie bondscoaches, maar het had wel Ronaldo terug, de sterspeler had meer dan twee jaar niet gespeeld vanwege een blessure. De wedstrijd dreigde op 1-1 te eindigen door doelpunten van Hasan Şaş en Ronaldo, totdat Alpay Luizão buiten het strafschopgebied neerhaalde. De scheidsrechter gaf een strafschop, die door Rivaldo werd benut. Geïrriteerd door het voorval gooide Hakan Ünsal de bal naar Rivaldo, die acteerde alsof zijn gezicht was geraakt. De scheidsrecht gaf de speler een tweede gele kaart, Rivaldo werd later door de FIFA beboet met een geldboete.
Turkije streed met Costa Rica om de tweede plaats in de groep. In het onderlinge duel kwam Costa Rica vlak voor tijd gelijk en had nu genoeg aan een gelijkspel tegen Brazilië om de achtste finales te halen. In een doelpuntrijke wedstrijd voldeed Brazilië aan zijn sportieve plicht en won met 5-2, in Seoul versloeg Turkije China met 3-0 en op basis van een beter doelsaldo plaatste Turkije zich voor de achtste finales.
| Land       | Wed | Win | Gel | Ver | DV | DT | +/− | Pnt |
| ---------- | --- | --- | --- | --- | -- | -- | --- | --- |
| Brazilië   | 3   | 3   | 0   | 0   | 11 | 3  | 8   | 9   |
| Turkije    | 3   | 1   | 1   | 1   | 5  | 3  | 2   | 4   |
| Costa Rica | 3   | 1   | 1   | 1   | 5  | 6  | –1  | 4   |
| China      | 3   | 0   | 0   | 3   | 0  | 9  | –9  | 0   |

|                                              |                                |                  |           |                                                                                           |
| 3 juni 2002 «onderlinge duels» 18:00 (UTC+9) | Brazilië                       | 2 – 1            | Turkije   | Munsu Cup Stadion, Ulsan Toeschouwers: 33.842 Scheidsrechter: Kim Young-Joo ( Zuid-Korea) |
| 3 juni 2002 «onderlinge duels» 18:00 (UTC+9) | Ronaldo 50' Rivaldo 87' (pen.) | wedstrijdverslag | 45+2' Şaş | Munsu Cup Stadion, Ulsan Toeschouwers: 33.842 Scheidsrechter: Kim Young-Joo ( Zuid-Korea) |

|                                              |       |                  |                      | |
| 4 juni 2002 «onderlinge duels» 15:30 (UTC+9) | China | 0 – 2            | Costa Rica           | Gwangju World Cupstadion, Gwangju Toeschouwers: 27.217 Scheidsrechter: Kyros Vassaras ( Griekenland) |
| 4 juni 2002 «onderlinge duels» 15:30 (UTC+9) |       | wedstrijdverslag | 61' Gómez 65' Wright | Gwangju World Cupstadion, Gwangju Toeschouwers: 27.217 Scheidsrechter: Kyros Vassaras ( Griekenland) |

|                                              |                                                                  |                  |       |                                                                                             |
| 8 juni 2002 «onderlinge duels» 20:30 (UTC+9) | Brazilië                                                         | 4 – 0            | China | Jeju World Cupstadion, Seogwipo Toeschouwers: 36.750 Scheidsrechter: Anders Frisk ( Zweden) |
| 8 juni 2002 «onderlinge duels» 20:30 (UTC+9) | Roberto Carlos 15' Rivaldo 32' Ronaldinho 45' (pen.) Ronaldo 55' | wedstrijdverslag |       | Jeju World Cupstadion, Seogwipo Toeschouwers: 36.750 Scheidsrechter: Anders Frisk ( Zweden) |

|                                              |            |                  |               |                                                                                            |
| 9 juni 2002 «onderlinge duels» 18:00 (UTC+9) | Costa Rica | 1 – 1            | Turkije       | Incheon Munhak Stadion, Incheon Toeschouwers: 42.299 Scheidsrechter: Coffi Codjia ( Benin) |
| 9 juni 2002 «onderlinge duels» 18:00 (UTC+9) | Parks 86'  | wedstrijdverslag | 56' Belözoğlu | Incheon Munhak Stadion, Incheon Toeschouwers: 42.299 Scheidsrechter: Coffi Codjia ( Benin) |

|                                               |                        |                  |                                                      |                                                                                              |
| 13 juni 2002 «onderlinge duels» 15:30 (UTC+9) | Costa Rica             | 2 – 5            | Brazilië                                             | Suwon World Cup Stadion, Suwon Toeschouwers: 38.524 Scheidsrechter: Gamal Ghandour ( Egypte) |
| 13 juni 2002 «onderlinge duels» 15:30 (UTC+9) | Wanchope 39' Gómez 56' | wedstrijdverslag | 10', 13' Ronaldo 38' Edmilson 62' Rivaldo 64' Júnior | Suwon World Cup Stadion, Suwon Toeschouwers: 38.524 Scheidsrechter: Gamal Ghandour ( Egypte) |

|                                               |                             |                  |       |                                                                                            |
| 13 juni 2002 «onderlinge duels» 15:30 (UTC+9) | Turkije                     | 3 – 0            | China | Seoul World Cup Stadion, Seoel Toeschouwers: 43.605 Scheidsrechter: Oscar Ruíz ( Colombia) |
| 13 juni 2002 «onderlinge duels» 15:30 (UTC+9) | Şaş 6' Bülent 9' Davala 85' | wedstrijdverslag |       | Seoul World Cup Stadion, Seoel Toeschouwers: 43.605 Scheidsrechter: Oscar Ruíz ( Colombia) |

### Groep D
Zuid-Korea had in vijf WK-eindronden nog nooit een wedstrijd gewonnen, daar moest op het WK (deels) in eigen land verandering in komen, de Nederlander Guus Hiddink werd hiervoor aangetrokken. Om het doel te bereiken gebruikte Hiddink voor Koreaanse begrippen onorthodoxe methoden, de hiërarchie van de oude spelers werd doorbroken, jonge spelers kregen een kans en er werd vooral geoefend tegen sterke tegenstanders om de weerstand te vergroten. Weerstand tegen deze aanpak was groot, maar Hiddink wist de bond te overtuigen van zijn aanpak. In de eerste wedstrijd van het WK werd eindelijk de eerste zege op een WK geboekt, Polen werd met 2-0 verslagen. Tegen de Verenigde Staten werd met 1-1 gelijk gespeeld mede door een gemiste strafschop.
Portugal had de laatste jaren indruk gemaakt met een halve finale op het EK, Luis Figo werd in 2001 gekozen tot beste speler van de wereld en in de kwalificatie werd de nummer vier van het laatste WK Nederland verslagen. De wedstrijd tegen de Verenigde Staten leek vooraf geen probleem maar binnen 36 minuten stond de ploeg met 3-0 achter, het eerste doelpunt werd gescoord door de bij Ajax spelende John O'Brien. Portugal kwam nog terug in de wedstrijd mede door een ongelukkig eigen doelpunt van Jeff Agoos, verder dan een 3-2 nederlaag kwam de ploeg niet. Na het debacle nam Portugal revanche door met 4-0 van Polen te winnen: Pauleta scoorde drie doelpunten. Voor de laatste speelronde stonden Zuid-Korea en de Verenigde Staten aan de leiding met vier punten, gevolgd door Portugal met drie punten, Polen was na twee duidelijke nederlagen kansloos.
Polen nam in ieder geval sportieve revanche door met 3-1 van de Verenigde Staten te winnen, daardoor zouden Portugal en Zuid-Korea in hun onderling duel genoeg aan een gelijkspel hebben, maar Zuid-Korea had de drive om voor eigen publiek een goede indruk te maken. Portugal had opnieuw moeite met een veel minder getalenteerd maar enthousiaste tegenstander en leefde zich uit in hard spel. João Pinto kreeg na 27 minuten een rode kaart na een onbesuisde charge, hij zou later voor vier maanden geschorst worden, omdat hij tevens de scheidsrechter in de maag stompte. Beto kreeg in de 68e minuut een tweede gele kaart, waardoor Portugal nog met negen man speelde. Vlak daarna scoorde Park Ji-sung met een geslaagde uithaal 1-0. Met negen man viel Portugal overdroten aan, Luis Figo's vrije trap miste precisie en in een chaotische situatie raakte Sérgio Conceição de paal, het mocht niet baten en Portugal was voortijdig uitgeschakeld. Na dit mislukte toernooi nam coach António Oliveira ontslag.
| Land             | Wed | Win | Gel | Ver | DV | DT | +/− | Pnt |
| ---------------- | --- | --- | --- | --- | -- | -- | --- | --- |
| Zuid-Korea       | 3   | 2   | 1   | 0   | 4  | 1  | 3   | 7   |
| Verenigde Staten | 3   | 1   | 1   | 1   | 5  | 6  | –1  | 4   |
| Portugal         | 3   | 1   | 0   | 2   | 6  | 4  | 2   | 3   |
| Polen            | 3   | 1   | 0   | 2   | 3  | 7  | –4  | 3   |

|                                              |                                      |       |       |                                                                                            |
| 4 juni 2002 «onderlinge duels» 20:30 (UTC+9) | Zuid-Korea                           | 2 – 0 | Polen | Busan Asiad Mainstadion, Busan Toeschouwers: 48.760 Scheidsrechter: Oscar Ruíz ( Colombia) |
| 4 juni 2002 «onderlinge duels» 20:30 (UTC+9) | Hwang Sun-hong 26' Yoo Sang-chul 53' |       |       | Busan Asiad Mainstadion, Busan Toeschouwers: 48.760 Scheidsrechter: Oscar Ruíz ( Colombia) |

|                                              |                                            |       |                           |                                                                                             |
| 5 juni 2002 «onderlinge duels» 18:00 (UTC+9) | Verenigde Staten                           | 3 – 2 | Portugal                  | Suwon World Cup Stadion, Suwon Toeschouwers: 37.306 Scheidsrechter: Byron Moreno ( Ecuador) |
| 5 juni 2002 «onderlinge duels» 18:00 (UTC+9) | O'Brien 4' J. Costa 29' (e.d.) McBride 36' |       | 39' Beto 71' (e.d.) Agoos | Suwon World Cup Stadion, Suwon Toeschouwers: 37.306 Scheidsrechter: Byron Moreno ( Ecuador) |

|                                               |                   |       |                  |                                                                                             |
| 10 juni 2002 «onderlinge duels» 15:30 (UTC+9) | Zuid-Korea        | 1 – 1 | Verenigde Staten | Daegu Blue Arc Stadion, Daegu Toeschouwers: 60.778 Scheidsrechter: Urs Meier ( Zwitserland) |
| 10 juni 2002 «onderlinge duels» 15:30 (UTC+9) | Ahn Jung-hwan 78' |       | 24' Mathis       | Daegu Blue Arc Stadion, Daegu Toeschouwers: 60.778 Scheidsrechter: Urs Meier ( Zwitserland) |

|                                               |                                 |       |       |                                                                                               |
| 10 juni 2002 «onderlinge duels» 15:00 (UTC+9) | Portugal                        | 4 – 0 | Polen | Jeonju World Cupstadion, Jeonju Toeschouwers: 31.000 Scheidsrechter: Hugh Dallas ( Schotland) |
| 10 juni 2002 «onderlinge duels» 15:00 (UTC+9) | Pauleta 14', 65', 77' Costa 88' |       |       | Jeonju World Cupstadion, Jeonju Toeschouwers: 31.000 Scheidsrechter: Hugh Dallas ( Schotland) |

|                                               |          |                  |            |                                                                                                  |
| 14 juni 2002 «onderlinge duels» 20:30 (UTC+9) | Portugal | 0 – 1            | Zuid-Korea | Incheon Munhak Stadion, Incheon Toeschouwers: 50.239 Scheidsrechter: Ángel Sánchez ( Argentinië) |
| 14 juni 2002 «onderlinge duels» 20:30 (UTC+9) |          | 70' Park Ji-sung |            | Incheon Munhak Stadion, Incheon Toeschouwers: 50.239 Scheidsrechter: Ángel Sánchez ( Argentinië) |

|                                               |                                           |       |                  |                                                                                        |
| 14 juni 2002 «onderlinge duels» 20:30 (UTC+9) | Polen                                     | 3 – 1 | Verenigde Staten | Daejeon World Cupstadion, Daejeon Toeschouwers: 26.482 Scheidsrechter: Lu Jun ( China) |
| 14 juni 2002 «onderlinge duels» 20:30 (UTC+9) | Olisadebe 3' Kryszałowicz 5' Żewłakow 66' |       | 83' Donovan      | Daejeon World Cupstadion, Daejeon Toeschouwers: 26.482 Scheidsrechter: Lu Jun ( China) |

### Groep E
Een van de grote verrassingen van de kwalificatie was de uitschakeling van het Nederland door Ierland, in september 2001 verloor de formatie van Louis van Gaal met 1-0 door een doelpunt van Jason McAteer. Belangrijkste speler was Roy Keane, de compromisloze, harde middenvelder van Manchester United. Keane gaf tijdens het trainingskamp al aan dat hij na het WK zou stoppen als international. Tijdens het trainingskamp in Saipan ergerde hij zich overal aan, maakte met iedereen ruzie en beledigde manager Mick McCarthy tijdens groepsgesprekken. Mc Carthy stuurde Keane naar huis. Er werd niets meer verwacht van de Ierse ploeg, maar de ploeg bleef keurig op de been tegen de kampioen van Afrika Kameroen: 1-1. Tegen Duitsland kwam de ploeg snel op achterstand, het stuitte constant op de uitblinkende doelman Oliver Kahn, in de blessuretijd scoorde Robbie Keane de gelijkmaker. Ierland zou nu genoeg hebben aan een 2-0 overwinning op Saoedi-Arabië, mede door twee fouten van doelman Mohammed Al-Deayea won Ierland met 3-0 en plaatste zich voor de achtste finales.
Duitsland, dat een slecht EK en een moeizame WK-kwalificatie achter de rug had behoorde niet tot de favorieten. Het profiteerde wel van de goede prestaties van Bayer Leverkusen dat streed voor de Duitse titel, de Duitse beker en de Champions League Finale, maar geen prijzen won, liefst vijf spelers zaten in de Duitse selectie. Belangrijkste speler was middenvelder Michael Ballack, hij vertrok naar de grote concurrent Bayern München. Duitsland haalde een grote score tegen Saoedi-Arabië: 8-0, de bij FC Kaiserslautern spelende Miroslav Klose was drie keer succesvol met het hoofd. Na het gelijkspel van de wedstrijd tegen Ierland was de wedstrijd tegen Kameroen beslissend, Duitsland zou genoeg hebben aan een gelijkspel. Kameroen werd getraind door de Duitser Winfried Schäfer en had in Samuel Eto'o een veelbelovende jonge aanvaller. In de eerste helft hield Kahn de ploeg weer op de been, maar verloor Carsten Ramelow door twee gele kaarten. In de tweede helft kon Kameroen geen vuist meer maken en won Duitsland met 2-0  door doelpunten van Bode en Miroslav Klose, zijn vijfde doelpunt alweer. Een opvallend record boekte scheidsrechter López Nieto; in een niet hard duel deelde hij twaalf gele en twee rode kaarten uit, hij verbeterte het record van Jan Wegereef tijdens Senegal-Uruguay een paar uur eerder.
| Land          | Wed | Win | Gel | Ver | DV | DT | +/− | Pnt |
| ------------- | --- | --- | --- | --- | -- | -- | --- | --- |
| Duitsland     | 3   | 2   | 1   | 0   | 11 | 1  | 10  | 7   |
| Ierland       | 3   | 1   | 2   | 0   | 5  | 2  | 3   | 5   |
| Kameroen      | 3   | 1   | 1   | 1   | 2  | 3  | –1  | 4   |
| Saoedi-Arabië | 3   | 0   | 0   | 3   | 0  | 12 | –12 | 0   |

|                                              |             |       |           |                                                                                      |
| 1 juni 2002 «onderlinge duels» 15:30 (UTC+9) | Ierland     | 1 – 1 | Kameroen  | Niigata Stadion, Niigata Toeschouwers: 33.679 Scheidsrechter: Toru Kamikawa ( Japan) |
| 1 juni 2002 «onderlinge duels» 15:30 (UTC+9) | Holland 52' |       | 39' Mboma | Niigata Stadion, Niigata Toeschouwers: 33.679 Scheidsrechter: Toru Kamikawa ( Japan) |

|                                              |                                                                                      |       |               |                                                                                      |
| 1 juni 2002 «onderlinge duels» 20:30 (UTC+9) | Duitsland                                                                            | 8 – 0 | Saoedi-Arabië | Sapporo Dome, Sapporo Toeschouwers: 32.218 Scheidsrechter: Ubaldo Aquino ( Paraguay) |
| 1 juni 2002 «onderlinge duels» 20:30 (UTC+9) | Klose 20', 25', 70' Ballack 40' Jancker 45+1' Linke 73' Bierhoff 84' Schneider 90+1' |       |               | Sapporo Dome, Sapporo Toeschouwers: 32.218 Scheidsrechter: Ubaldo Aquino ( Paraguay) |

|                                              |           |       |             |                                                                                                |
| 5 juni 2002 «onderlinge duels» 18:00 (UTC+9) | Duitsland | 1 – 1 | Ierland     | Kashimastadion , Ibaraki Toeschouwers: 35.854 Scheidsrechter: Kim Milton Nielsen ( Denemarken) |
| 5 juni 2002 «onderlinge duels» 18:00 (UTC+9) | Klose 18' |       | 90+2' Keane | Kashimastadion , Ibaraki Toeschouwers: 35.854 Scheidsrechter: Kim Milton Nielsen ( Denemarken) |

|                                              |           |       |               |                                                                                             |
| 6 juni 2002 «onderlinge duels» 18:00 (UTC+9) | Kameroen  | 1 – 0 | Saoedi-Arabië | Saitama Stadion 2002, Saitama Toeschouwers: 52.328 Scheidsrechter: Terje Hauge ( Noorwegen) |
| 6 juni 2002 «onderlinge duels» 18:00 (UTC+9) | Eto'o 66' |       |               | Saitama Stadion 2002, Saitama Toeschouwers: 52.328 Scheidsrechter: Terje Hauge ( Noorwegen) |

|                                               |          |                    |           | |
| 11 juni 2002 «onderlinge duels» 20:30 (UTC+9) | Kameroen | 0 – 2              | Duitsland | Shizuoka 'ECOPA' Stadion, Shizuoka Toeschouwers: 47.085 Scheidsrechter: Antonio López Nieto ( Spanje) |
| 11 juni 2002 «onderlinge duels» 20:30 (UTC+9) |          | 50' Bode 79' Klose |           | Shizuoka 'ECOPA' Stadion, Shizuoka Toeschouwers: 47.085 Scheidsrechter: Antonio López Nieto ( Spanje) |

|                                               |               |                             |         |                                                                                             |
| 11 juni 2002 «onderlinge duels» 20:30 (UTC+9) | Saoedi Arabië | 0 – 3                       | Ierland | International Stadion, Yokohoma Toeschouwers: 65.320 Scheidsrechter: Falla Ndoye ( Senegal) |
| 11 juni 2002 «onderlinge duels» 20:30 (UTC+9) |               | 7' Keane 61' Breen 87' Duff |         | International Stadion, Yokohoma Toeschouwers: 65.320 Scheidsrechter: Falla Ndoye ( Senegal) |

### Groep F
Argentinië behoorde vooraf samen met Frankrijk tot de topfavorieten van dit toernooi. Het plaatste zich met overmacht als eerste in de Zuid-Amerikaanse kwalificatieronde, het had een voorsprong van 13 punten op Brazilië. Acht spelers speelden bij Italiaanse topclubs, belangrijkste aanvaller was nog steeds Gabriel Batistuta, die in zijn vorige twee WK-Toernooien negen keer scoorde, maar geen eremetaal met zijn land vergaarde. Argentinië was ingedeeld in een sterke groep, de "groep des doods" met Nigeria, Zweden en aartsvijand Engeland als tegenstanders. In de eerste wedstrijd miste het veel kansen tegen Nigeria, alleen Batistuta was succesvol in de 63e minuut. In de tweede wedstrijd zon Engeland op revanche vanwege de nederlaag van 1998 op het vorige WK, waarbij David Beckham uit het veld werd gestuurd na een provocatie van Diego Simeone. Net als toen had Argentinië veel moeite met Michael Owen, hij schoot op de paal en veroorzaakte in een duel met Mauricio Pochettino een strafschop. Uitgerekend David Beckham verzilverde de strafschop en had zijn ultieme revanche. In de tweede helft bleef Engeland sterker, alleen in de slotfase kon Argentinië gevaarlijk worden, maar sterk ingrijpen van David Seaman zorgde dat de Engelse overwinning veilig werd gesteld.
Nigeria was uitgeschakeld na een 2-1 nederlaag tegen Zweden, het kwam aan de leiding door een doelpunt van Julius Aghahowa, die indruk maakte met vooral de 8-voudige salto om het doelpunt te vieren. Het fysiek sterke Zweden versloeg uiteindelijk de artiesten van Nigeria door twee doelpunten van Henrik Larsson. Zweden en Engeland stonden nu bovenaan de groep met vier punten met één punt voorsprong op Argentinië, dat nu moest winnen van Zweden. Zweden groef zich in en Argentinië kreeg met name via Juan Pablo Sorín en Claudio López goede kansen de score te openen. In de tweede helft kreeg Zweden bij een zeldzame uitbraak een vrije trap die door  Anders Svensson werd benut. Argentinië viel wanhopig aan en in de tegenaanval schoot Andreas Andersson op de paal. In de slotfase mistte Ariel Ortega een strafschop na een zelf versierde actie, Hernán Crespo schoot raak in de rebound, maar de tijd was voor Argentinië tekort om het winnende doelpunt te scoren. Na Frankrijk was nu ook Argentinië uitgeschakeld, het plaatste zich voor de eerste keer sinds 1962 niet voor de tweede ronde. Engeland had genoeg aan een gelijkspel tegen Nigeria om zich te plaatsen: 0-0.
| Land       | Wed | Win | Gel | Ver | DV | DT | +/− | Pnt |
| ---------- | --- | --- | --- | --- | -- | -- | --- | --- |
| Zweden     | 3   | 1   | 2   | 0   | 4  | 3  | 1   | 5   |
| Engeland   | 3   | 1   | 2   | 0   | 2  | 1  | 1   | 5   |
| Argentinië | 3   | 1   | 1   | 1   | 2  | 2  | 0   | 4   |
| Nigeria    | 3   | 0   | 1   | 2   | 1  | 3  | –2  | 1   |

|                                              |               |       |         |                                                                                            |
| 2 juni 2002 «onderlinge duels» 14:30 (UTC+9) | Argentinië    | 1 – 0 | Nigeria | Kashimastadion, Ibaraki Toeschouwers: 34.050 Scheidsrechter: Gilles Veissière ( Frankrijk) |
| 2 juni 2002 «onderlinge duels» 14:30 (UTC+9) | Batistuta 63' |       |         | Kashimastadion, Ibaraki Toeschouwers: 34.050 Scheidsrechter: Gilles Veissière ( Frankrijk) |

|                                              |              |       |                   |                                                                                             |
| 2 juni 2002 «onderlinge duels» 18:30 (UTC+9) | Engeland     | 1 – 1 | Zweden            | Saitama Stadion 2002, Saitama Toeschouwers: 52.721 Scheidsrechter: Carlos Simon ( Brazilië) |
| 2 juni 2002 «onderlinge duels» 18:30 (UTC+9) | Campbell 24' |       | 59' Alexandersson | Saitama Stadion 2002, Saitama Toeschouwers: 52.721 Scheidsrechter: Carlos Simon ( Brazilië) |

|                                              |                         |       |              |                                                                                     |
| 7 juni 2002 «onderlinge duels» 15:30 (UTC+9) | Zweden                  | 2 – 1 | Nigeria      | Kobe Wing Stadion, Kobe Toeschouwers: 36.194 Scheidsrechter: René Ortube ( Bolivia) |
| 7 juni 2002 «onderlinge duels» 15:30 (UTC+9) | Larsson 35', 63' (pen.) |       | 27' Aghahowa | Kobe Wing Stadion, Kobe Toeschouwers: 36.194 Scheidsrechter: René Ortube ( Bolivia) |

|                                              |            |                    |          |                                                                                        |
| 7 juni 2002 «onderlinge duels» 20:30 (UTC+9) | Argentinië | 0 – 1              | Engeland | Sapporo Dome, Sapporo Toeschouwers: 35.927 Scheidsrechter: Pierluigi Collina ( Italië) |
| 7 juni 2002 «onderlinge duels» 20:30 (UTC+9) |            | 44' (pen.) Beckham |          | Sapporo Dome, Sapporo Toeschouwers: 35.927 Scheidsrechter: Pierluigi Collina ( Italië) |

|                                               |              |       |            | |
| 12 juni 2002 «onderlinge duels» 15:30 (UTC+9) | Zweden       | 1 – 1 | Argentinië | Miyagistadium, Rifu Toeschouwers: 45.777 Scheidsrechter: Ali Busjaim ( Verenigde Arabische Emiraten) |
| 12 juni 2002 «onderlinge duels» 15:30 (UTC+9) | Svensson 59' |       | 88' Crespo | Miyagistadium, Rifu Toeschouwers: 45.777 Scheidsrechter: Ali Busjaim ( Verenigde Arabische Emiraten) |

|                                               |         |       |          |                                                                                         |
| 12 juni 2002 «onderlinge duels» 15:30 (UTC+9) | Nigeria | 0 – 0 | Engeland | Nagaistadion, Osaka Toeschouwers: 44.684 Scheidsrechter: Brian Hall ( Verenigde Staten) |
| 12 juni 2002 «onderlinge duels» 15:30 (UTC+9) |         |       |          | Nagaistadion, Osaka Toeschouwers: 44.684 Scheidsrechter: Brian Hall ( Verenigde Staten) |

### Groep G
Italië begon zoals gebruikelijk met een zakelijke benadering aan het WK, tegen Ecuador hield het de verdediging gesloten en voor rust besliste de ultieme afmaker Christian Vieri het duel met twee doelpunten. Tegen Kroatië zorgde Vierri voor zijn derde doelpunt van het toernooi. Het duel kantelde echter, twee doelpunten van Italië werden op dubieuze gronden afgekeurd en mistasten in de Italiaanse verdediging zorgde voor twee Kroatische doelpunten.
Italië moest nu winnen van Mexico om zich zeker te stellen van de achtste finales. Mexico was het toernooi begonnen met twee minimale overwinningen op Kroatië (1-0) en Ecuador (2-1) en kon zich geen nederlaag veroorloven, aangezien Kroatië tegen het puntloze Ecuador speelde. Na een sterkere beginfase van Italië met opnieuw een dubieuze afkeuring van een Italiaans doelpunt (Filippo Inzaghi) kwam Mexico op voorsprong dankzij een bijzondere achterwaartse kopbal van Jared Borgetti. De Mexicanen speelden nu sterker, Fabio Cannavaro redde de bal op het laatste moment om de 2-0 te voorkomen. In de 85e minuut zorgde invaller Alessandro Del Piero voor de gelijkmaker. Omdat Kroatië verloor van Ecuador plaatste Italië zich alsnog voor de achtste finales.
| Land    | Wed | Win | Gel | Ver | DV | DT | +/− | Pnt |
| ------- | --- | --- | --- | --- | -- | -- | --- | --- |
| Mexico  | 3   | 2   | 1   | 0   | 4  | 2  | 2   | 7   |
| Italië  | 3   | 1   | 1   | 1   | 4  | 3  | 1   | 4   |
| Kroatië | 3   | 1   | 0   | 2   | 2  | 3  | –1  | 3   |
| Ecuador | 3   | 1   | 0   | 2   | 2  | 4  | –2  | 3   |

|                                              |         |                   |        |                                                                               |
| 3 juni 2002 «onderlinge duels» 15:30 (UTC+9) | Kroatië | 0 – 1             | Mexico | Niigata Stadion, Niigata Toeschouwers: 32.239 Scheidsrechter: Lu Jun ( China) |
| 3 juni 2002 «onderlinge duels» 15:30 (UTC+9) |         | 61' (pen.) Blanco |        | Niigata Stadion, Niigata Toeschouwers: 32.239 Scheidsrechter: Lu Jun ( China) |

|                                              |               |       |         |                                                                                           |
| 3 juni 2002 «onderlinge duels» 20:30 (UTC+9) | Italië        | 2 – 0 | Ecuador | Sapporo Dome, Sapporo Toeschouwers: 31.081 Scheidsrechter: Brian Hall ( Verenigde Staten) |
| 3 juni 2002 «onderlinge duels» 20:30 (UTC+9) | Vieri 7', 27' |       |         | Sapporo Dome, Sapporo Toeschouwers: 31.081 Scheidsrechter: Brian Hall ( Verenigde Staten) |

|                                              |           |       |                     |                                                                                      |
| 8 juni 2002 «onderlinge duels» 18:00 (UTC+9) | Italië    | 1 – 2 | Kroatië             | Kashimastadion, Ibaraki Toeschouwers: 36.472 Scheidsrechter: Graham Poll ( Engeland) |
| 8 juni 2002 «onderlinge duels» 18:00 (UTC+9) | Vieri 55' |       | 73' Olić 76' Rapaić | Kashimastadion, Ibaraki Toeschouwers: 36.472 Scheidsrechter: Graham Poll ( Engeland) |

|                                              |                          |       |            |                                                                                 |
| 9 juni 2002 «onderlinge duels» 15:30 (UTC+9) | Mexico                   | 2 – 1 | Ecuador    | Miyagistadion, Rifu Toeschouwers: 45.610 Scheidsrechter: Mourad Daami ( Tunesië |
| 9 juni 2002 «onderlinge duels» 15:30 (UTC+9) | Borgetti 28' Torrado 57' |       | 5' Delgado | Miyagistadion, Rifu Toeschouwers: 45.610 Scheidsrechter: Mourad Daami ( Tunesië |

|                                               |              |       |               |                                                                                 |
| 13 juni 2002 «onderlinge duels» 20:30 (UTC+9) | Mexico       | 1 – 1 | Italië        | Ōitastadion, Oita Toeschouwers: 39.291 Scheidsrechter: Carlos Simon ( Brazilië) |
| 13 juni 2002 «onderlinge duels» 20:30 (UTC+9) | Borgetti 34' |       | 85' Del Piero | Ōitastadion, Oita Toeschouwers: 39.291 Scheidsrechter: Carlos Simon ( Brazilië) |

|                                               |            |       |         |                                                                                                   |
| 13 juni 2002 «onderlinge duels» 20:30 (UTC+9) | Ecuador    | 1 – 0 | Kroatië | International Stadion, Yokohoma Toeschouwers: 65.862 Scheidsrechter: William Mattus ( Costa Rica) |
| 13 juni 2002 «onderlinge duels» 20:30 (UTC+9) | Méndez 48' |       |         | International Stadion, Yokohoma Toeschouwers: 65.862 Scheidsrechter: William Mattus ( Costa Rica) |

### Groep H
Net als Zuid-Korea met Guus Hiddink trok Japan een buitenlandse coach aan om het land aanzien te geven op hun wereldkampioenschap in eigen land, alleen in 1998 kwalificeerde Japan zich eerder voor een WK en verloor daar alle wedstrijden. Vanaf 1998 werd Philippe Troussier coach, daarvoor was hij bondscoach van verschillende Afrikaanse landen. In een niet bijster sterke groep plaatste Japan zich voor de achtste finales na een gelijkspel tegen België (2-2) en overwinningen op Rusland (1-0) en Tunesië (2-0). Opvallendste speler was Junichi Inamoto, die voor Arsenal, maar daar totaal niet aan bod kwam. Inamato scoorde twee doelpunten, tegen België en de winnende tegen Rusland.
Het rommelde behoorlijk in het Belgische kamp. vlak voor de reis naar Japan raakte bekend dat bondscoach Robert Waseige na het WK had getekend bij Standard Luik zonder de pers in lichten. Wesley Sonck eiste een basisplaats op als spits, terwijl hij alleen maar invaller was en de Belgische pers speelde in op de almaar groter worden onrust in en rond de nationale ploeg, met ruzies, achterklap en persboycots van zowel spelers als journalisten als gevolg. De prestaties waren beroerd met gelijke spelen tegen Japan en Tunesië, de laatste wedstrijd tegen Rusland moest gewonnen worden. Bij een 1-1 stand scoorde uitgerekend invaller Wesley Sonck 2-1, vlak daarna scoorde de enige speler die achter de bondscoach stond Marc Wilmots. België leunde sterk op hun routinier en aanvoerder, hij scoorde in alle drie wedstrijden. Rusland scoorde nog in de slotfase 3-2, maar de zege kwam niet in gevaar.
| Land    | Wed | Win | Gel | Ver | DV | DT | +/− | Pnt |
| ------- | --- | --- | --- | --- | -- | -- | --- | --- |
| Japan   | 3   | 2   | 1   | 0   | 5  | 2  | 3   | 7   |
| België  | 3   | 1   | 2   | 0   | 6  | 5  | 1   | 5   |
| Rusland | 3   | 1   | 0   | 2   | 4  | 4  | 0   | 3   |
| Tunesië | 3   | 0   | 1   | 2   | 1  | 5  | –4  | 1   |

|                                              |                        |       |                                |                                                                                                 |
| 4 juni 2002 «onderlinge duels» 18:00 (UTC+9) | Japan                  | 2 – 2 | België                         | Saitama Stadion 2002, Saitama Toeschouwers: 55.256 Scheidsrechter: William Mattus ( Costa Rica) |
| 4 juni 2002 «onderlinge duels» 18:00 (UTC+9) | Suzuki 59' Inamoto 68' |       | 57' Wilmots 74' Van Der Heyden | Saitama Stadion 2002, Saitama Toeschouwers: 55.256 Scheidsrechter: William Mattus ( Costa Rica) |

|                                              |                             |       |         |                                                                                           |
| 5 juni 2002 «onderlinge duels» 15:30 (UTC+9) | Rusland                     | 2 – 0 | Tunesië | Kobe Wing Stadion, Kobe Toeschouwers: 30.957 Scheidsrechter: Peter Prendergast ( Jamaica) |
| 5 juni 2002 «onderlinge duels» 15:30 (UTC+9) | Titov 59' Karpin 64' (pen.) |       |         | Kobe Wing Stadion, Kobe Toeschouwers: 30.957 Scheidsrechter: Peter Prendergast ( Jamaica) |

|                                              |             |       |         |                                                                                               |
| 9 juni 2002 «onderlinge duels» 20:30 (UTC+9) | Japan       | 1 – 0 | Rusland | International Stadion, Yokohama Toeschouwers: 66.108 Scheidsrechter: Markus Merk ( Duitsland) |
| 9 juni 2002 «onderlinge duels» 20:30 (UTC+9) | Inamoto 51' |       |         | International Stadion, Yokohama Toeschouwers: 66.108 Scheidsrechter: Markus Merk ( Duitsland) |

|                                               |               |       |             |                                                                                 |
| 10 juni 2002 «onderlinge duels» 18:00 (UTC+9) | Tunesië       | 1 – 1 | België      | Ōitastadion, Ōita Toeschouwers: 52.000 Scheidsrechter: Mark Shield ( Australië) |
| 10 juni 2002 «onderlinge duels» 18:00 (UTC+9) | Bouzaiene 17' |       | 13' Wilmots | Ōitastadion, Ōita Toeschouwers: 52.000 Scheidsrechter: Mark Shield ( Australië) |

|                                               |         |                          |       |                                                                                        |
| 14 juni 2002 «onderlinge duels» 15:30 (UTC+9) | Tunesië | 0 – 2                    | Japan | Nagaistadion, Osaka Toeschouwers: 45.213 Scheidsrechter: Gilles Veissière ( Frankrijk) |
| 14 juni 2002 «onderlinge duels» 15:30 (UTC+9) |         | 48' Morishima 75' Nakata |       | Nagaistadion, Osaka Toeschouwers: 45.213 Scheidsrechter: Gilles Veissière ( Frankrijk) |

|                                               |                                |       |                               | |
| 14 juni 2002 «onderlinge duels» 15:30 (UTC+9) | België                         | 3 – 2 | Rusland                       | Shizuoka 'ECOPA' Stadion, Shizuoka Toeschouwers: 46.640 Scheidsrechter: Kim Milton Nielsen ( Denemarken) |
| 14 juni 2002 «onderlinge duels» 15:30 (UTC+9) | Walem 7' Sonck 78' Wilmots 82' |       | 52' Bjestsjastnik 88' Sytsjov | Shizuoka 'ECOPA' Stadion, Shizuoka Toeschouwers: 46.640 Scheidsrechter: Kim Milton Nielsen ( Denemarken) |

## Knock-outfase
|  | Achtste finale     | Achtste finale     |                    |       | Kwartfinale  | Kwartfinale  |                 |                 | Halve finale | Halve finale |  |  | Finale | Finale |
|  |                    |                    |                    |       |              |              |                 |                 |              |              |  |  |        |        |
|  | 15 juni – Seogwipo |                    |                    |       |              |              |                 |                 |              |              |  |  |        |        |
|  |                    |                    |                    |       |              |              |                 |                 |              |              |  |  |        |        |
|  | Duitsland          | 1                  |                    |       |              |              |                 |                 |              |              |  |  |        |        |
|  | Duitsland          | 1                  | 21 juni – Ulsan    |       |              |              |                 |                 |              |              |  |  |        |        |
|  | Paraguay           | 0                  |                    |       |              |              |                 |                 |              |              |  |  |        |        |
|  | Paraguay           | 0                  | Duitsland          | 1     |              |              |                 |                 |              |              |  |  |        |        |
|  | 17 juni – Jeonju   |                    | Duitsland          | 1     |              |              |                 |                 |              |              |  |  |        |        |
|  |                    | Verenigde Staten   | 0                  |       |              |              |                 |                 |              |              |  |  |        |        |
|  | Mexico             | Verenigde Staten   | 0                  | 0     |              |              |                 |                 |              |              |  |  |        |        |
|  | Mexico             |                    | 25 juni – Seoul    | 0     |              |              |                 |                 |              |              |  |  |        |        |
|  | Verenigde Staten   | 2                  |                    |       |              |              |                 |                 |              |              |  |  |        |        |
|  | Verenigde Staten   | 2                  | Duitsland          | 1     |              |              |                 |                 |              |              |  |  |        |        |
|  | 16 juni – Suwon    |                    | Duitsland          | 1     |              |              |                 |                 |              |              |  |  |        |        |
|  |                    | Zuid-Korea         | 0                  |       |              |              |                 |                 |              |              |  |  |        |        |
|  | Spanje             | Zuid-Korea         | 0                  | 1 (3) |              |              |                 |                 |              |              |  |  |        |        |
|  | Spanje             | 22 juni – Gwangju  |                    | 1 (3) |              |              |                 |                 |              |              |  |  |        |        |
|  | Ierland            | 1 (2)              |                    |       |              |              |                 |                 |              |              |  |  |        |        |
|  | Ierland            | 1 (2)              | Spanje             | 0 (3) |              |              |                 |                 |              |              |  |  |        |        |
|  | 18 juni – Daejeon  |                    | Spanje             | 0 (3) |              |              |                 |                 |              |              |  |  |        |        |
|  |                    | Zuid-Korea         | 0 (5)              |       |              |              |                 |                 |              |              |  |  |        |        |
|  | Zuid-Korea         | Zuid-Korea         | 0 (5)              | 2     |              |              |                 |                 |              |              |  |  |        |        |
|  | Zuid-Korea         |                    | 30 juni – Yokohama | 2     |              |              |                 |                 |              |              |  |  |        |        |
|  | Italië             | 1                  |                    |       |              |              |                 |                 |              |              |  |  |        |        |
|  | Italië             | 1                  | Duitsland          | 0     |              |              |                 |                 |              |              |  |  |        |        |
|  | 15 juni – Niigata  |                    | Duitsland          | 0     |              |              |                 |                 |              |              |  |  |        |        |
|  |                    | Brazilië           | 2                  |       |              |              |                 |                 |              |              |  |  |        |        |
|  | Denemarken         | Brazilië           | 2                  | 0     |              |              |                 |                 |              |              |  |  |        |        |
|  | Denemarken         | 21 juni – Shizuoka |                    | 0     |              |              |                 |                 |              |              |  |  |        |        |
|  | Engeland           | 3                  |                    |       |              |              |                 |                 |              |              |  |  |        |        |
|  | Engeland           | 3                  | Engeland           | 1     |              |              |                 |                 |              |              |  |  |        |        |
|  | 17 juni – Kobe     |                    | Engeland           | 1     |              |              |                 |                 |              |              |  |  |        |        |
|  |                    | Brazilië           | 2                  |       |              |              |                 |                 |              |              |  |  |        |        |
|  | Brazilië           | Brazilië           | 2                  | 2     |              |              |                 |                 |              |              |  |  |        |        |
|  | Brazilië           |                    | 26 juni – Saitama  | 2     |              |              |                 |                 |              |              |  |  |        |        |
|  | België             | 0                  |                    |       |              |              |                 |                 |              |              |  |  |        |        |
|  | België             | 0                  | Brazilië           | 1     |              |              |                 |                 |              |              |  |  |        |        |
|  | 16 juni – Ōita     |                    | Brazilië           | 1     |              |              |                 |                 |              |              |  |  |        |        |
|  |                    | Turkije            | 0                  |       | Derde plaats | Derde plaats |                 |                 |              |              |  |  |        |        |
|  | Zweden             | Turkije            | 0                  | 1     | Derde plaats | Derde plaats |                 |                 |              |              |  |  |        |        |
|  | Zweden             | 22 juni – Osaka    | 22 juni – Osaka    | 1     |              |              | 29 juni – Daegu | 29 juni – Daegu |              |              |  |  |        |        |
|  | Senegal            | 22 juni – Osaka    | 22 juni – Osaka    | 2     |              |              | 29 juni – Daegu | 29 juni – Daegu |              |              |  |  |        |        |
|  | Senegal            | Senegal            | 0                  | 2     | Zuid-Korea   | 2            |                 |                 |              |              |  |  |        |        |
|  | 18 juni – Miyagi   | Senegal            | 0                  |       | Zuid-Korea   | 2            |                 |                 |              |              |  |  |        |        |
|  |                    | Turkije            | 1                  |       | Turkije      | 3            |                 |                 |              |              |  |  |        |        |
|  | Japan              | Turkije            | 1                  | 0     | Turkije      | 3            |                 |                 |              |              |  |  |        |        |
|  | Japan              |                    |                    | 0     |              |              |                 |                 |              |              |  |  |        |        |
|  | Turkije            | 1                  |                    |       |              |              |                 |                 |              |              |  |  |        |        |
|  | Turkije            | 1                  |                    |       |              |              |                 |                 |              |              |  |  |        |        |

### Achtste finale

#### Duitsland - Paraguay
De coach van Paraguay, Cesare Maldini was bij het vorige WK coach van Italië en stond bekend als een defensieve coach. Dat kwam uit, want Paraguay speelde vooral om niet te verliezen, Duitsland probeerde het wel, maar kon weinig creëren. De beste kans in de eerste helft was voor Paraguay, Jorge Luis Campos produceerde een schot van afstand, die door doelman Oliver Kahn zorgvuldig werd gepareerd. In de laatste minuut van de wedstrijd onderschepte Kahn een zeldzame aanval van Paraguay, schoot de bal ver over de middenlijn, via een Paraguyaanse verdediger kwam de bal bij Bernd Schneider, die invaller Oliver Neuville bediende. Tijd was tekort om er nog iets van te maken bij Paraguay, in de slotfase werd Roberto Acuña uit het veld gestuurd na een elleboogstoot op Michael Ballack.
|                                               |              |       |          |                                                                                                 |
| 15 juni 2002 «onderlinge duels» 15:30 (UTC+9) | Duitsland    | 1 – 0 | Paraguay | Jeju World Cupstadion, Seogwipo Toeschouwers: 25.176 Scheidsrechter: Carlos Batres ( Guatemala) |
| 15 juni 2002 «onderlinge duels» 15:30 (UTC+9) | Neuville 88' |       |          | Jeju World Cupstadion, Seogwipo Toeschouwers: 25.176 Scheidsrechter: Carlos Batres ( Guatemala) |

#### Denemarken - Engeland
Denemarken presenteerde zich tot dusverre als een solide team dat weinig fouten maakte. Tegen Engeland zorgden misgrepen er echter voor dat Denemarken al in de eerste helft kansloos was. Gegrabbel van doelman Thomas Sørensen zorgde ervoor dat de kopbal van Rio Ferdinand gepromoveerd werd tot doelpunt, na de 2-0 van Michael Owen bediende Niclas Jensen per abuis David Beckham die Emile Heskey liet scoren. Bij alle doelpunten was Beckham betrokken, hij zorgde ook voor een spaarzaam hoogtepunt in de tweede helft, zijn afstandsschot werd gepareerd door Sørensen. De uitschakeling betekende het einde van de interlandcarrière van aanvoerder Jan Heintze, die op 38-jarige leeftijd nog steeds op topniveau speelde.
|                                               |            |                                  |          |                                                                                        |
| 15 juni 2002 «onderlinge duels» 20:30 (UTC+9) | Denemarken | 0 – 3                            | Engeland | Niigata Stadion, Niigata Toeschouwers: 40.582 Scheidsrechter: Markus Merk ( Duitsland) |
| 15 juni 2002 «onderlinge duels» 20:30 (UTC+9) |            | 5' Ferdinand 22' Owen 44' Heskey |          | Niigata Stadion, Niigata Toeschouwers: 40.582 Scheidsrechter: Markus Merk ( Duitsland) |

#### Senegal - Zweden
Senegal tegen Zweden was een wedstrijd tussen twee reuzendoders, deze ploegen waren er mede-verantwoordelijk voor dat de topfavorieten Frankrijk en Argentinië werden uitgeschakeld. In het begin had Zweden de overhand en Henrik Larsson opende de score met een kopbal. Daarna kwam Senegal opzetten, met name El Hadji Diouf hield de Zweedse verdediging bezig met zijn onvoorspelbare soli en duikelingen. Nadat een treffer van Papa Bouba Diop werd afgekeurd sloeg Henri Camara toe met een diagonaal schot. In de tweede helft kreeg invaller Zlatan Ibrahimović namens Zweden nog de beste kans, hij ging voor eigen succes, terwijl afspelen naar Henrik Larsson misschien een betere optie was. In de verlengingen was de Zweed Anders Svensson het dichtst bij de "golden goal", met een zeldzame pirouette speelde hij zichzelf vrij, maar hij schoot op de paal. Vlak daarna slalomde Camara zich door de Zweedse verdediging en zorgde voor de "golden goal". Senegal was het tweede Afrikaanse land na Kameroen dat zich plaatste voor de kwartfinales voor een wereldkampioenschap.
|                                               |             |            |                 |                                                                                  |
| 16 juni 2002 «onderlinge duels» 15:30 (UTC+9) | Zweden      | 1 – 2 (nv) | Senegal         | Ōitastadion, Ōita Toeschouwers: 39.747 Scheidsrechter: Ubaldo Aquino ( Paraguay) |
| 16 juni 2002 «onderlinge duels» 15:30 (UTC+9) | Larsson 11' |            | 37' 104' Camara | Ōitastadion, Ōita Toeschouwers: 39.747 Scheidsrechter: Ubaldo Aquino ( Paraguay) |

#### Spanje - Ierland
Spanje kwam al vroeg op voorsprong via een doelpunt van Fernando Morientes en leek op basis van hun surplus aan techniek weinig problemen te hebben met Ierland. Ierland bleek echter net zo taai als bij eerdere confrontaties tegen (op papier) sterkere teams en op onverzettelijkheid vocht de ploeg zich terug in de wedstrijd. Spanje en in het bijzonder doelman Iker Casillas hadden grote problemen met de lange ballen en man-tegen-mangevechten in de lucht. Buitenspeler Damien Duff was een ware plaag voor de Spaanse verdediging. Een actie tegen Duff leverde een strafschop op, die gemist werd door Ian Harte. De Spaanse bondscoach José Antonio Camacho liet zijn ploeg steeds defensiever spelen door Morientes te wisselen, maar moest een paar minuten later toezien dat de andere steraanvaller Raúl ook gewisseld moest worden vanwege een blessure. In de slotfase kreeg Ierland opnieuw een strafschop, die nu benut werd door Robbie Keane. In de verlengingen haalde het aangeslagen Spanje op het tandvlees de strafschoppen, waarbij drie Ieren en twee Spanjaarden misten. Gaizka Mendieta benutte uiteindelijk de beslissende strafschop, waardoor Spanje met moeite de kwartfinales haalde.
|                                               |              |            |                  |                                                                                            |
| 16 juni 2002 «onderlinge duels» 20:30 (UTC+9) | Spanje       | 1 – 1 (nv) | Ierland          | Suwon World Cup Stadion, Suwon Toeschouwers: 38.926 Scheidsrechter: Anders Frisk ( Zweden) |
| 16 juni 2002 «onderlinge duels» 20:30 (UTC+9) | Morientes 8' |            | 90' (pen.) Keane | Suwon World Cup Stadion, Suwon Toeschouwers: 38.926 Scheidsrechter: Anders Frisk ( Zweden) |

|                                         |       | strafschoppen                         |  |
| Hierro Baraja Juanfran Valerón Mendieta | 3 – 2 | Keane Holland Connolly Kilbane Finnan |  |

#### Mexico - Verenigde Staten
Voor de eerste keer sinds 1970 (Mexico - El Salvador) was er een confrontatie tussen twee Midden-Amerikaanse ploegen op een WK. De Mexicanen maakten indruk in de eerste ronde, de Verenigde Staten plaatsten zich gelukkig door gunstige resultaten. De Amerikanen kwamen echter snel op voorsprong via Brian McBride en konden hun favoriete spel spelen: achterover leunen en spelen op de counter. In de eerste helft kwam Mexico moeizaam tot kansen, bij kansen stond Brad Friedel in de weg. In de tweede helft gaf Mexico nog gas, er werd een handssituatie met John O'Brien ten nadele van Mexico beoordeeld, maar na de 2-0 van Landon Donovan was het gedaan met de Mexicaanse aspiraties. De Mexicanen leefden zich uit in overtredingen en Rafael Márquez werd uit het veld gestuurd.
|                                               |        |                        |                  | |
| 17 juni 2002 «onderlinge duels» 15:30 (UTC+9) | Mexico | 0 – 2                  | Verenigde Staten | Jeonju World Cupstadion, Jeonju Toeschouwers: 36.380 Scheidsrechter: Vítor Melo Pereira ( Portugal) |
| 17 juni 2002 «onderlinge duels» 15:30 (UTC+9) |        | 8' McBride 65' Donovan |                  | Jeonju World Cupstadion, Jeonju Toeschouwers: 36.380 Scheidsrechter: Vítor Melo Pereira ( Portugal) |

#### Brazilië - België
Het boterde nog steeds niet tussen het Belgisch voetbalelftal en de Belgische pers. De spelers weigerden met de pers te praten en daarop boycotten de pers op één na de persconferentie van bondscoach Robert Waseige. Tegen het torenhoog favoriete Brazilië kwam België goed voor de dag en kwam op een 1-0 voorsprong door een doelpunt van Marc Wilmots. De Jamaicaanse scheidsrechter Peter Prendergast constateerde echter een lichte schouderduw van Wilmots ten opzichte van Roque Júnior en keurde het doelpunt af. De keeper Marcos bracht de bal snel in het veld zodat de Belgen nauwelijks tijd hadden om te protesteren. Marc Wilmots liet zich niet uit het veld slaan en testte Marcos twee keer achter elkaar. De zoveelste verrassing van het toernooi lag in de maak, maar de individuele klasse van de Brazilianen gaf de doorslag. Rivaldo scoorde met een omhaal en vlak voor tijd besliste Ronaldo de wedstrijd: 2-0.
|                                               |                         |       |        |                                                                                           |
| 17 juni 2002 «onderlinge duels» 20:30 (UTC+9) | Brazilië                | 2 – 0 | België | Kobe Wing Stadion, Kobe Toeschouwers: 40.440 Scheidsrechter: Peter Prendergast ( Jamaica) |
| 17 juni 2002 «onderlinge duels» 20:30 (UTC+9) | Rivaldo 67' Ronaldo 87' |       |        | Kobe Wing Stadion, Kobe Toeschouwers: 40.440 Scheidsrechter: Peter Prendergast ( Jamaica) |

#### Japan - Turkije
Heel Japan was er helemaal klaar voor om de kwartfinales te halen tegen het ook niet hoog aangeschreven Turkije, maar al na 12 minuten kopte de met een hanenkam getooide Ümit de openingstreffer binnen. In de eerste helft schoot Alex een vrije trap op de lat, maar met name in de tweede helft bleef Turkije makkelijk overeind.
|                                               |       |                 |         |                                                                                      |
| 18 juni 2002 «onderlinge duels» 15:30 (UTC+9) | Japan | 0 – 1           | Turkije | Miyagistadium, Rifu Toeschouwers: 45.666 Scheidsrechter: Pierluigi Collina ( Italië) |
| 18 juni 2002 «onderlinge duels» 15:30 (UTC+9) |       | 12' Ümit Davala |         | Miyagistadium, Rifu Toeschouwers: 45.666 Scheidsrechter: Pierluigi Collina ( Italië) |

#### Zuid-Korea - Italië
Drievoudig wereldkampioen Italië had slechte herinneringen aan het spelen tegen een Koreaans team, in 1966 werd Italië uitgeschakeld door Noord-Korea door een 1-0 nederlaag. In de eerste helft gaf de Ecuadoraanse scheidsrechter Bryan Moreno een dubieuze strafschop aan Zuid-Korea, Gianluigi Buffon stopte de strafschop van Ahn Jung-hwan. Christian Vieri scoorde zijn vierde doelpunt van het toernooi en kreeg in de tweede helft de grootste kans de wedstrijd te beslissen. Twee minuten voor tijd scoorde Zuid-Korea de gelijkmaker en de verlengingen moesten de beslissing brengen. Moreno speelde een dubieuze rol door Francesco Totti uit het veld te sturen door een overtreding van de Zuid-Koreanen op Totti te interpeteren als een "Schwalbe" en werd een doelpunt van Damiano Tommasi ten onrechte afgekeurd vanwege buitenspel. Italië kreeg in de verlenging de kans om de "golden goal" te maken, maar de Koreaanse doelman Lee Woon-jae redde de inzet van Gennaro Gattuso. Vlak daarna scoorde Ahn wel de "golden goal" voor Zuid-Korea en de druiven waren zuur voor Italië. Coach Giovanni Trapattoni en Totti beschuldigde de FIFA van een complot tegen Italië en de Italiaanse club Perugia ontsloeg zelfs Ahn. In 2010 kwam Moreno opnieuw in het nieuws, hij werd gearresteerd op het vliegveld van New York door heroïne te smokkelen in zijn onderbroek, hij werd later veroordeeld. Na het toernooi nam Paolo Maldini na 126 interlands afscheid van het nationale team. Het land Zuid-Korea stond al op zijn kop door de goede prestaties van het team, maar het land was nu helemaal door het dolle heen. Coach Guus Hiddink werd beschouwd als een heilige, in de zomer van 2002 kwamen vele Koreanen naar Varsseveld om de geboorteplaats van Hiddink te bezoeken.
|                                               |                                      |            |           |                                                                                                |
| 18 juni 2002 «onderlinge duels» 20:30 (UTC+9) | Zuid-Korea                           | 2 – 1 (nv) | Italië    | Daejeon World Cupstadion, Daejeon Toeschouwers: 38.588 Scheidsrechter: Byron Moreno ( Ecuador) |
| 18 juni 2002 «onderlinge duels» 20:30 (UTC+9) | Seol Ki-hyeon 88' Ahn Jung-hwan 116' |            | 18' Vieri | Daejeon World Cupstadion, Daejeon Toeschouwers: 38.588 Scheidsrechter: Byron Moreno ( Ecuador) |

### Kwartfinale

#### Engeland - Brazilië
Engeland en Brazilië waren de laatste favorieten die nog aanwezig waren op het WK. Na een voorzichtig begin aan beide kanten profiteerde Michael Owen van een beoordelingsfout van Lúcio en opende de score. Vlak voor rust begon Ronaldinho aan een lange solo, waarna hij in staat stelde Rivaldo de gelijkmaker te laten scoren. Vlak na rust toonde Ronaldinho opnieuw zijn genialiteit: bij een vrije trap zag hij dat doelman David Seaman te ver voor zijn doel stond en hij verschalkte de doelman met een lange lob. Bij een aanvallende actie ging Ronaldinho op de voet van Danny Mills staan en ontving de rode kaart. Met tien man bleef Brazilië vrij eenvoudig overeind en Engeland was niet bij machte veel kansen te creëren.
|                                               |          |       |                              |                                                                                                |
| 21 juni 2002 «onderlinge duels» 15:30 (UTC+9) | Engeland | 1 – 2 | Brazilië                     | Shizuoka ‘ECOPA’ Stadion, Shizuoka Toeschouwers: 47.436 Scheidsrechter: Felipe Ramos ( Mexico) |
| 21 juni 2002 «onderlinge duels» 15:30 (UTC+9) | Owen 23' |       | 45+2' Rivaldo 50' Ronaldinho | Shizuoka ‘ECOPA’ Stadion, Shizuoka Toeschouwers: 47.436 Scheidsrechter: Felipe Ramos ( Mexico) |

#### Duitsland - Verenigde Staten
De Verenigde Staten overvleugelde Duitsland, maar doelman Oliver Kahn vervulde weer een heldenrol, twee, grote kansen van Landon Donovan werden niet benut. Vlak voor rust kende Duitsland een opleving, Michael Ballack kopte raak uit een standaardsituatie en Miroslav Klose kopte op de lat. In de tweede helft was het rest alleen maar eenrichtingsverkeer: Gregg Berhalter leek te scoren, de scheidsrechter constateerde dat de bal niet over de lijn was gegaan en hands van Torsten Frings bij dezelfde situatie werd weggewuifd. Daarna volgden nog veel kansen voor het Amerikaanse team, maar misfortuin en het keeperswerk van Kahn zorgden dat Duitsland de halve finales haalde.
|                                               |             |       |                  |                                                                                        |
| 21 juni 2002 «onderlinge duels» 20:30 (UTC+9) | Duitsland   | 1 – 0 | Verenigde Staten | Munsu Cup Stadion, Ulsan Toeschouwers: 37.337 Scheidsrechter: Hugh Dallas ( Schotland) |
| 21 juni 2002 «onderlinge duels» 20:30 (UTC+9) | Ballack 39' |       |                  | Munsu Cup Stadion, Ulsan Toeschouwers: 37.337 Scheidsrechter: Hugh Dallas ( Schotland) |

#### Spanje - Zuid-Korea
Spanje nam net als tegen Ierland weinig risico ondanks hun surplus aan kwaliteit ten opzichte van Zuid-Korea, waardoor beide teams qua veldspel gelijkwaardig aan elkaar waren, Spanje creëerde wel de meeste kansen vooral dankzij de 20-jarige buitenspeler Joaquín. Spanje had veel pech met de arbitrage, een kopbal van Iván Helguera werd afgekeurd vanwege een licht vergrijp van shirtje trekken. In de tweede helft werd een kopbal van Fernando Morientes afgekeurd, omdat de voorzet van Joaquín over de lijn zou zijn gegaan, terwijl uit de tv-beelden anders bleek. In de tweede helft had Spanje de beste kans voor het maken van de "golden goal", maar Morientes kopte op de paal. In de strafschoppenserie miste uiteindelijk uitgerekend alleen Joaquín en Zuid-Korea stond volledig op zijn kop. In Spanje was er vooral veel verontwaardiging over de arbitrage van scheidsrechter Gamal Al-Ghadour, die zelf niet van kwaad bewust was.
|                                               |        |            |            | |
| 22 juni 2002 «onderlinge duels» 15:30 (UTC+9) | Spanje | 0 – 0 (nv) | Zuid-Korea | Gwangju World Cup Stadium, Gwangju Toeschouwers: 42.114 Scheidsrechter: Gamal Al-Ghadour ( Egypte) |
| 22 juni 2002 «onderlinge duels» 15:30 (UTC+9) |        |            |            | Gwangju World Cup Stadium, Gwangju Toeschouwers: 42.114 Scheidsrechter: Gamal Al-Ghadour ( Egypte) |

|                            |       | strafschoppen                                                         |  |
| Hierro Baraja Xavi Joaquín | 3 – 5 | Hwang Sun-hong Park Ji-sung Seol Ki-hyeon Ahn Jung-hwan Hong Myung-bo |  |

#### Turkije - Senegal
Geheel in de trend van dit toernooi mochten een debutant (Senegal) en een land dat al bijna vijftig jaar geen deelnemer aan een WK was (Turkije) uitmaken wie halvefinalist zou worden. Het beste was er af bij Senegal, kreeg de ploeg in de eerste helft nog wat kansen, in de tweede helft was het wachten op het Turkse doelpunt. Opvallend was de improductiviteit van de topscorer en aanvoerder Hakan Şükür, die opgelegde kansen verprutste. Hij werd in de 69e minuut gewisseld door de tweede spits İlhan Mansız, hij scoorde vroeg in de verlengingen " the golden goal", waardoor Turkije zich plaatste voor de halve finale en opnieuw tegen Brazilië mocht spelen.
|                                               |         |            |         |                                                                                 |
| 22 juni 2002 «onderlinge duels» 20:30 (UTC+9) | Senegal | 0 – 1 (nv) | Turkije | Nagaistadion, Osaka Toeschouwers: 44.233 Scheidsrechter: Óscar Ruiz ( Colombia) |
| 22 juni 2002 «onderlinge duels» 20:30 (UTC+9) |         | 94' Mansiz |         | Nagaistadion, Osaka Toeschouwers: 44.233 Scheidsrechter: Óscar Ruiz ( Colombia) |

### Halve finale
In vergelijking met het vorige WK plaatste alleen Brazilië zich opnieuw voor de halve finales. De plaatsen van Frankrijk, Kroatië en Nederland werden ingenomen door Duitsland, Turkije en Zuid-Korea. In vergelijking met het vorige WK daalde het aantal zetels van Europa van drie naar twee, Zuid-Amerika behield zijn zetel en Azië had nu één zetel in de halve finale.

#### Duitsland - Zuid-Korea
Het beste was er bij Zuid-Korea af na de extra lange slijtageslag tegen Spanje en het had één dag minder kunnen uitrusten dan Duitsland. In de beginfase kreeg Zuid-Korea zijn beste kans, maar een schot van Lee Chun-soo werd vakkundig gestopt door Oliver Kahn. Duitsland speelde als zo vaak afwachtend, waardoor er weinig kansen in de wedstrijd waren. Op het moment dat Zuid-Korea meer risico durfde te nemen, sloeg Duitsland toe, na een snelle uitbraak via Oliver Neuville scoorde Michael Ballack in tweede instantie het winnende doelpunt. Ballack had twee minuten daarvoor een gele kaart ontvangen, waardoor hij geschorst zou zijn voor de finale. Zuid-Korea was niet mij machte de Duitsers nog te verontrusten en het sprookje van de ploeg van Guus Hiddink was afgelopen.
|                                               |             |       |            |                                                                                              |
| 25 juni 2002 «onderlinge duels» 20:30 (UTC+9) | Duitsland   | 1 – 0 | Zuid-Korea | Seoul World Cup Stadion, Seoel Toeschouwers: 65.256 Scheidsrechter: Urs Meier ( Zwitserland) |
| 25 juni 2002 «onderlinge duels» 20:30 (UTC+9) | Ballack 75' |       |            | Seoul World Cup Stadion, Seoel Toeschouwers: 65.256 Scheidsrechter: Urs Meier ( Zwitserland) |

#### Brazilië - Turkije
Turkije, een van de relevaties van het toernooi zon op wraak na een eerdere nederlaag tegen Brazilië, nadat in de voorronde ongelukkig werd verloren mede door theatraal gedrag van Rivaldo. In tegenstelling tot veel duels in de play-offs was dit een vrij open duel, waarbij beide teams vaak de aanval zochten. In de eerste helft waren de beste kansen voor Brazilië, maar Rivaldo, Ronaldo en Cafu konden de uitblinkende Turkse doelman Rüştü Reçber niet passeren. Vroeg in de tweede helft sloeg Ronaldo toe, na een korte solo versloeg hij Rüştü met een "puntertje". Brazilië verzuimde het af te maken en in de slotfase kreeg Turkije met name via Hakan Sukur een goede kans op de gelijkmaker.
|                                               |             |       |         | |
| 26 juni 2002 «onderlinge duels» 20:30 (UTC+9) | Brazilië    | 1 – 0 | Turkije | Saitama Stadion 2002, Saitama Toeschouwers: 61.058 Scheidsrechter: Kim Milton Nielsen ( Denemarken) |
| 26 juni 2002 «onderlinge duels» 20:30 (UTC+9) | Ronaldo 49' |       |         | Saitama Stadion 2002, Saitama Toeschouwers: 61.058 Scheidsrechter: Kim Milton Nielsen ( Denemarken) |

### Troostfinale
|                                               |                                      |       |                               |                                                                                         |
| 29 juni 2002 «onderlinge duels» 20:00 (UTC+9) | Zuid-Korea                           | 2 – 3 | Turkije                       | Daegu Blue Arc Stadion, Daegu Toeschouwers: 63.483 Scheidsrechter: Saad Mane ( Koeweit) |
| 29 juni 2002 «onderlinge duels» 20:00 (UTC+9) | Lee Eul-Yong 9' Song Chong-gug 90+3' |       | 1' Hakan Şükür 13', 32' İlhan | Daegu Blue Arc Stadion, Daegu Toeschouwers: 63.483 Scheidsrechter: Saad Mane ( Koeweit) |

### Finale
|                                               |           |                  |                 |                                                                                                  |
| 30 juni 2002 «onderlinge duels» 20:00 (UTC+9) | Duitsland | 0 – 2            | Brazilië        | International Stadion, Yokohama Toeschouwers: 69.029 Scheidsrechter: Pierluigi Collina ( Italië) |
| 30 juni 2002 «onderlinge duels» 20:00 (UTC+9) |           | Wedstrijdverslag | 67' 79' Ronaldo | International Stadion, Yokohama Toeschouwers: 69.029 Scheidsrechter: Pierluigi Collina ( Italië) |

| 2002 Wereldkampioen   |
| --------------------- |
|                       |
| BRAZILIË Vijfde titel |

## Toernooiranglijst
| Plaats                              | Land             | Groep | GW | Win | Gel | Ver | DV | DT | +/− | Pnt |
| ----------------------------------- | ---------------- | ----- | -- | --- | --- | --- | -- | -- | --- | --- |
| 1                                   | Brazilië         | C     | 7  | 7   | 0   | 0   | 18 | 4  | +14 | 21  |
| 2                                   | Duitsland        | E     | 7  | 5   | 1   | 1   | 14 | 3  | +11 | 16  |
| 3                                   | Turkije          | C     | 7  | 4   | 1   | 2   | 10 | 6  | +4  | 13  |
| 4                                   | Zuid-Korea       | D     | 7  | 3   | 2   | 2   | 8  | 6  | +2  | 11  |
| Uitgeschakeld in de Kwartfinales    |                  |       |    |     |     |     |    |    |     |     |
| 5                                   | Spanje           | B     | 5  | 3   | 2   | 0   | 10 | 5  | +5  | 11  |
| 6                                   | Engeland         | F     | 5  | 2   | 2   | 1   | 6  | 3  | +3  | 8   |
| 7                                   | Senegal          | A     | 5  | 2   | 2   | 1   | 7  | 6  | +1  | 8   |
| 8                                   | Verenigde Staten | D     | 5  | 2   | 1   | 2   | 7  | 7  | 0   | 7   |
| Uitgeschakeld in de Achtste Finales |                  |       |    |     |     |     |    |    |     |     |
| 9                                   | Japan            | H     | 4  | 2   | 1   | 1   | 5  | 3  | +2  | 7   |
| 10                                  | Denemarken       | A     | 4  | 2   | 1   | 1   | 5  | 5  | 0   | 7   |
| 11                                  | Mexico           | G     | 4  | 2   | 1   | 1   | 4  | 4  | 0   | 7   |
| 12                                  | Ierland          | E     | 4  | 1   | 3   | 0   | 6  | 3  | +3  | 6   |
| 13                                  | Zweden           | F     | 4  | 1   | 2   | 1   | 5  | 5  | 0   | 5   |
| 14                                  | België           | H     | 4  | 1   | 2   | 1   | 6  | 7  | −1  | 5   |
| 15                                  | Italië           | G     | 4  | 1   | 1   | 2   | 5  | 5  | 0   | 4   |
| 16                                  | Paraguay         | B     | 4  | 1   | 1   | 2   | 6  | 7  | −1  | 4   |
| Uitgeschakeld in de groepsfase      |                  |       |    |     |     |     |    |    |     |     |
| 17                                  | Zuid-Afrika      | B     | 3  | 1   | 1   | 1   | 5  | 5  | 0   | 4   |
| 18                                  | Argentinië       | F     | 3  | 1   | 1   | 1   | 2  | 2  | 0   | 4   |
| 19                                  | Costa Rica       | C     | 3  | 1   | 1   | 1   | 5  | 6  | −1  | 4   |
| 20                                  | Kameroen         | E     | 3  | 1   | 1   | 1   | 2  | 3  | −1  | 4   |
| 21                                  | Portugal         | D     | 3  | 1   | 0   | 2   | 6  | 4  | +2  | 3   |
| 22                                  | Rusland          | H     | 3  | 1   | 0   | 2   | 4  | 4  | 0   | 3   |
| 23                                  | Kroatië          | G     | 3  | 1   | 0   | 2   | 2  | 3  | −1  | 3   |
| 24                                  | Ecuador          | G     | 3  | 1   | 0   | 2   | 2  | 4  | −2  | 3   |
| 25                                  | Polen            | D     | 3  | 1   | 0   | 2   | 3  | 7  | −4  | 3   |
| 26                                  | Uruguay          | A     | 3  | 0   | 2   | 1   | 4  | 5  | −1  | 2   |
| 27                                  | Nigeria          | F     | 3  | 0   | 1   | 2   | 1  | 3  | −2  | 1   |
| 28                                  | Frankrijk        | A     | 3  | 0   | 1   | 2   | 0  | 3  | −3  | 1   |
| 29                                  | Tunesië          | H     | 3  | 0   | 1   | 2   | 1  | 5  | −4  | 1   |
| 30                                  | Slovenië         | B     | 3  | 0   | 0   | 3   | 2  | 7  | −5  | 0   |
| 31                                  | China            | C     | 3  | 0   | 0   | 3   | 0  | 9  | −9  | 0   |
| 32                                  | Saoedi-Arabië    | E     | 3  | 0   | 0   | 3   | 0  | 12 | −12 | 0   |

## Statistieken
| Aantal wedstrijden               | 64        |
| Totaal aantal doelpunten         | 162       |
| Eigen doelpunten                 | 3         |
| Aantal rode kaarten              | 19        |
| Aantal gele kaarten              | 257       |
| Doelpuntgemiddelde per wedstrijd | 2,52      |
| Toeschouwerstotaal               | 2.705.134 |
| Toeschouwersgemiddelde           | 42.268    |

## Doelpuntenmakers
8 doelpunten
- Ronaldo

5 doelpunten
- Rivaldo
- Miroslav Klose

4 doelpunten
- Jon Dahl Tomasson
- Christian Vieri

3 doelpunten
- Michael Ballack
- Marc Wilmots
- Pauleta
- Robbie Keane
- Papa Bouba Diop
- Fernando Morientes
- Raúl
- Henrik Larsson
- İlhan Mansız

2 doelpunten
- Ronaldinho
- Rónald Gómez
- Michael Owen
- Junichi Inamoto
- Jared Borgetti
- Nelson Cuevas
- Henri Camara
- Ahn Jung-hwan
- Fernando Hierro
- Ümit Davala
- Hasan Şaş
- Landon Donovan
- Brian McBride

1 doelpunt
- Gabriel Batistuta
- Hernán Crespo
- Wesley Sonck
- Peter Van Der Heyden
- Johan Walem
- Edmílson
- Júnior
- Roberto Carlos
- Samuel Eto'o
- Patrick Mboma
- Winston Parks
- Paulo Wanchope
- Mauricio Wright
- Ivica Olić
- Milan Rapaić
- Dennis Rommedahl
- Agustín Delgado
- Édison Méndez
- David Beckham
- Sol Campbell
- Rio Ferdinand
- Emile Heskey
- Oliver Bierhoff
- Marco Bode
- Carsten Jancker
- Thomas Linke
- Oliver Neuville
- Bernd Schneider
- Alessandro Del Piero
- Hiroaki Morishima
- Hidetoshi Nakata
- Takayuki Suzuki
- Cuauhtémoc Blanco
- Gerardo Torrado
- Julius Aghahowa
- Francisco Arce
- Jorge Campos
- Roque Santa Cruz
- Paweł Kryszałowicz
- Emmanuel Olisadebe
- Marcin Żewłakow
- Beto
- Rui Costa
- Gary Breen
- Damien Duff
- Matt Holland
- Vladimir Bjestsjastnik
- Valeri Karpin
- Dmitri Sytsjov
- Yegor Titov
- Salif Diao
- Khalilou Fadiga
- Milenko Ačimovič
- Sebastjan Cimirotič
- Quinton Fortune
- Benni McCarthy
- Teboho Mokoena
- Siyabonga Nomvethe
- Lucas Radebe
- Hwang Sun-hong
- Lee Eul-yong
- Park Ji-sung
- Seol Ki-hyeon
- Song Chong-gug
- Yoo Sang-chul
- Gaizka Mendieta
- Juan Carlos Valerón
- Niclas Alexandersson
- Anders Svensson
- Raouf Bouzaiene
- Emre Belözoğlu
- Bülent Korkmaz
- Hakan Şükür
- Clint Mathis
- John O'Brien
- Diego Forlán
- Richard Morales
- Álvaro Recoba
- Darío Rodríguez

Eigen doelpunt
- Jorge Costa (Tegen  Verenigde Staten)
- Carles Puyol (tegen  Paraguay)
- Jeff Agoos (Tegen  Portugal)

## The Other Final

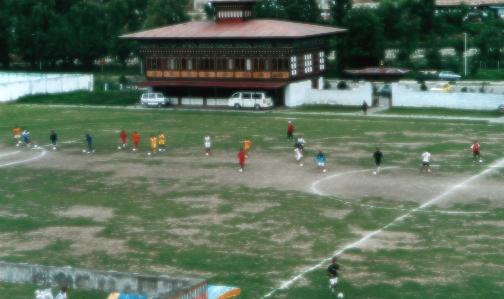
Het voetbalveld in Thimpu, Bhutan

Tegelijk met de WK-finale werd in Thimphu, Bhutan een vriendschappelijke wedstrijd gespeeld tussen de, volgens de FIFA-ranglijst van dat moment, twee slechtste voetballanden ter wereld: Bhutan (nr. 202) en Montserrat (203). De wedstrijd was een idee van een Nederlands reclamebureau. Het gastland won met 4-0 met drie doelpunten van aanvoerder Wangyel Dorji en een van Dinesh Chhetru. Schattingen over de toeschouwersaantallen lopen uiteen van 10.000 tot 25.000. De Nederlander Johan Kramer maakte een documentaire over de wedstrijd, waarvoor hij diverse internationale prijzen ontving.

## WK 2002 In Beeld

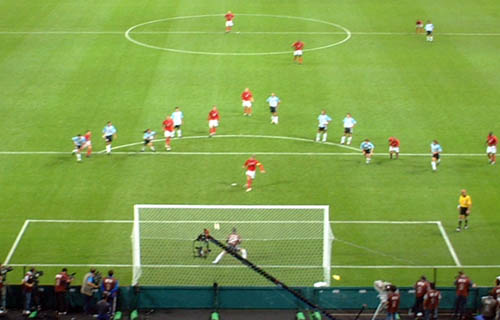
ARG- ENG
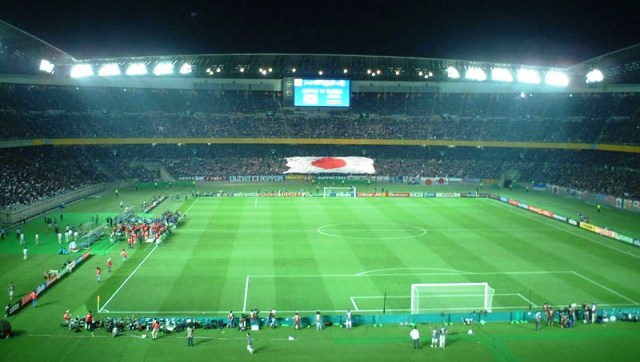
JPN- RUS